# Alstom Metropolis 98B
Alstom Metropolis 98B – elektryczne zespoły trakcyjne produkcji francuskiego koncernu Alstom eksploatowane przez Metro Warszawskie. W latach 2000–2002 oraz 2004–2005 w barcelońskim i chorzowskim zakładzie producenta zostało wybudowanych łącznie 108 wagonów zestawionych w 18 pociągów sześciowagonowych.

## Historia

### Geneza
7 kwietnia 1995 otwarto pierwszy odcinek I linii warszawskiego metra. Liczący około 11 km długości szlak łączący stację A1 Kabaty ze stacją A11 Politechnika początkowo obsługiwany był przez 14 trójwagonowych składów rosyjskiej serii 81. Tabor ten zapewniał kursowanie pociągów w takcie 5-minutowym w szczycie przewozowym i 7-minutowym poza szczytem, a docelowo zakładano wówczas kursowanie pociągów pięciowagonowych w takcie 90-sekundowym.
W listopadzie 1997 dotarła do Warszawy partia zamówionych w Rosji 18 wagonów, co pozwoliło na wydłużenie pociągów do czterowagonowych i zestawienie piętnastego składu. 26 maja 1998 przedłużono istniejący odcinek do stacji A13 Centrum i włączono do eksploatacji nowe wagony.
Dalsze plany zakładały wydłużenie linii o kolejny odcinek oraz otwarcie stacji A14 Świętokrzyska i A15 Ratusz. Przewidywano także wzrost potoku przewożonych pasażerów. Metro Warszawskie zdecydowało się wtedy na powiększenie taboru i rozpisało przetarg. Ze względu na przestarzałą konstrukcję dotychczas eksploatowanych pociągów postanowiono zamówić nowe składy o nowoczesnej konstrukcji i spełniające aktualne wymagania.

### Przetargi
W latach 1996–1998 ogłoszono trzy przetargi na nowy tabor dla warszawskiego metra, z których dwa pierwsze nie zostały rozstrzygnięte.
15 lipca 1996 rozpisano przetarg nieograniczony. Specyfikację pobrało 25 producentów, z których 8 złożyło swoje oferty. 7 marca 1997 wszystkie z nich zostały odrzucone, a przetarg unieważniono.
26 maja 1997 rozpoczęto procedurę przetargu dwustopniowego. Specyfikację pobrało 16 producentów, z których 8 złożyło oferty wstępne. 16 stycznia 1998, po analizie i odrzuceniu 7 ofert ostatecznych, drugi przetarg również unieważniono.
9 lutego 1998 Metro Warszawskie ogłosiło trzeci przetarg na dostawę 108 nowych wagonów do obsługi I linii metra w Warszawie. 26 marca 1998 nastąpiło otwarcie ofert nadesłanych przez 8 firm – Adtranz Pafawag, CAF, Daewoo, DWA, GEC Alsthom, Hyundai, Siemens i Škoda, których ceny zawierały się w przedziale od 367 mln zł do 635 mln zł. Kryterium wyboru, prócz ceny, stanowiły także walory techniczne proponowanego taboru, referencje firmy i udział producentów krajowych w dostawie.
20 kwietnia 1998 ogłoszono, iż przetarg wygrał koncern Alstom z ofertą opiewającą na 479 mln zł. Firma Siemens złożyła odwołanie od decyzji komisji przetargowej dyrekcji Metra Warszawskiego, które zostało oddalone przez sąd arbitrażowy Urzędu Zamówień Publicznych. 10 czerwca 1998 zwycięzcą ponownie ogłoszono firmę Alstom, a 22 lipca 1998 podpisano z tym koncernem umowę. W kontrakcie producent zagwarantował dostawę pociągów typu Metropolis 98B dostosowanych do polskich wymogów i do używanej w warszawskim metrze radzieckiej skrajni.

### Produkcja i dostawy
| Rok  | Liczba wagonów | Liczba pociągów | Zakład produkcyjny           | Źródła       |
| ---- | -------------- | --------------- | ---------------------------- | ------------ |
| 2000 | 24             | 4               | Alstom Transporte, Barcelona | [ 15 ] [ 6 ] |
| 2001 | 24             | 4               | Alstom Konstal, Chorzów      | [ 15 ] [ 6 ] |
| 2002 | 30             | 5               | Alstom Konstal, Chorzów      | [ 15 ] [ 6 ] |
| 2004 | 18             | 3               | Alstom Konstal, Chorzów      | [ 15 ] [ 6 ] |
| 2005 | 12             | 2               | Alstom Konstal, Chorzów      | [ 15 ] [ 6 ] |

Pierwsze 4 pociągi Metropolis 98B zostały wyprodukowane w zakładzie koncernu Alstom w Barcelonie w 2000.
24 lipca 2000 na pokładzie statku z Barcelony przybył do Portu Handlowego w Gdańsku pierwszy pociąg. Wyładowano go z ładowni statku za pomocą dźwigu pływającego i ustawiono na nabrzeżu wiślanym. Pociąg został przetransportowany do Warszawy na własnych kołach. Po połączeniu sprzęgów międzywagonowych i przewodów sprężonego powietrza skład został z obu stron połączony ze specjalnie przygotowanymi wagonami towarowymi. Wagony te posiadały na jednym końcu normalny sprzęg kolejowy, natomiast na drugim sprzęg zaadaptowany do sprzęgów metra. Następnie sformowano specjalny pociąg towarowy z dodatkowymi próżnymi węglarkami zapewniającymi odpowiednią masę hamującą, gdyż wagony metra nie posiadają hamulca pneumatycznego odpowiadającego standardom kolejowym. Tak przygotowany skład wyruszył w godzinach wieczornych i pokonał trasę z Gdańska do Warszawy z prędkością 60 km/h. Kolejne trzy sześciowagonowe składy, również wyprodukowane w Hiszpanii, dotarły do Polski w ten sam sposób do października 2000.
Pozostałych 14 składów wybudowano na terenie Polski. W ramach offsetu przeniesiono produkcję niektórych podzespołów, montaż końcowy i malowanie do zakładów Alstom Konstal w Chorzowie, natomiast pudła wagonów były składane w zakładach Bumar-Fablok w Chrzanowie. Ponadto w produkcji wziął udział szereg firm krajowych, gdyż zadeklarowany minimalny udział przemysłu krajowego wynosił 55% (ostatecznie wyniósł on 60%).
6 marca 2001 ukończono budowę pierwszego pociągu w zakładach Alstom Konstal oraz zaprezentowano go w Chorzowie. W tym samym roku wyprodukowano i dostarczono zgodnie z planem jeszcze 3 składy.
W 2002 zbudowano i dostarczono kolejnych 5 pociągów. W połowie 2002 wstrzymano jednak następne dostawy ze względu na problemy finansowe zamawiającego oraz problemy z zestawami kołowymi dotychczas dostarczonych pojazdów.
Harmonogram pierwotnie zakładał dostarczenie ostatnich 5 składów do 31 grudnia 2004. Ostatecznie w 2004 powstały tylko 3 składy, które dostarczono między październikiem a grudniem. W 2005 wyprodukowano ostatnie 2 pociągi, których dostawa miała miejsce dopiero na przełomie kwietnia i maja 2005 i której opóźnienie związane było z próbami doboru kół o lepszych parametrach.
Składy produkowane w zakładach Alstom Konstal pokonywały liczącą 260 km trasę z Chorzowa do Warszawy na własnych kołach holowane przez elektrowóz. Do pociągu doczepiane były tzw. wagony osłonowe, których zadaniem było zabezpieczenie składów Metropolis przed ewentualnymi uszkodzeniami w trakcie drogi. Skład poruszał się z prędkością 20 km/h, która miała zminimalizować ryzyko uszkodzenia wagonów metra podczas transportu.

### Testy
Składy wyprodukowane w Hiszpanii zostały poddane pierwszym próbom zaraz po opuszczeniu fabryki w Barcelonie. Po sprzęgnięciu wagonów przeprowadzono badania statyczne, które pozwoliły dopracować i potwierdzić słuszność doboru zasadniczych parametrów statycznych pociągu. Następnie na torze próbnym wykonano testy dynamiczne – przy prędkości 30 km/h sprawdzono prawidłowość funkcjonowania składów w zakresie dynamiki układu napędowo-hamującego. Po przetransportowaniu pociągów do Warszawy przeprowadzono główne próby na linii metra w celu potwierdzenia parametrów technicznych wagonów. Wykonano m.in. badania skrajni, współpracy z sygnalizacją, napędu i hamowania, łączności radiowej oraz układu automatycznej kontroli prędkości ATP.
Pociągi pochodzące z chorzowskich zakładów Alstom Konstal po dotarciu do Warszawy były testowane na terenie STP Kabaty. W ciągu miesiąca składy przechodziły dokładne pomiary skrajni, przeglądy techniczne przez pracowników i odbiory od producenta, procedury uzyskania niezbędnych certyfikatów dopuszczających do ruchu oraz przejazdy próbne po torze prób.
W latach 2000–2001 przeprowadzono mające na celu dopuszczenie taboru do ruchu badania, w których udział wzięli m.in. producent, Instytut Pojazdów Szynowych „Tabor” z Poznania, Instytut Transportu Politechniki Śląskiej z Katowic oraz firma AFK International z Warszawy. 27 września 2000 cztery pierwsze składy Metropolis 98B otrzymały od Głównego Inspektora Kolejnictwa świadectwo dopuszczenia do eksploatacji ważne do 30 czerwca 2002. Warunkiem uzyskania świadectwa bezterminowego dla całej serii wagonów było uzyskanie pozytywnych wyników w eksploatacji nadzorowanej przed upływem ważności tego świadectwa. 29 maja 2001 wydane zostało świadectwo bezterminowe.

## Konstrukcja
|                                               | Wagon Tc                   | Wagon M                                                                           | Cały pociąg                                                                       |
| --------------------------------------------- | -------------------------- | --------------------------------------------------------------------------------- | --------------------------------------------------------------------------------- |
| Układ osi                                     | 2′2′                       | Bo′Bo′                                                                            | 2′2′+Bo′Bo′+Bo′Bo′+Bo′Bo′+Bo′Bo′+2′2′                                             |
| Układ wagonów                                 | r                          | s                                                                                 | r+s+s+s+s+r                                                                       |
| Masa służbowa                                 | 28,1 t                     | 30,6 t                                                                            | 178,6 t                                                                           |
| Długość całkowita                             | 19 490 mm                  | 19 440 mm                                                                         | 116 740 mm                                                                        |
| Szerokość całkowita                           | 2720 mm                    | 2720 mm                                                                           | 2720 mm                                                                           |
| Wysokość całkowita                            | 3660 mm                    | 3660 mm                                                                           | 3660 mm                                                                           |
| Wysokość podłogi                              | 1150 mm ponad główką szyny | 1150 mm ponad główką szyny                                                        | 1150 mm ponad główką szyny                                                        |
| Liczba par drzwi pasażerskich na stronę       | 4                          | 4                                                                                 | 24                                                                                |
| Szerokość światła drzwi pasażerskich          | 1300 mm                    | 1300 mm                                                                           | 1300 mm                                                                           |
| Liczba miejsc siedzących (stałych+odchylnych) | 40 (36+4)                  | 46 (44+2)                                                                         | 264 (248+16)                                                                      |
| Liczba miejsc stojących (6,7 os./m²)          | 189                        | 203                                                                               | 1190                                                                              |
| Liczba miejsc ogółem                          | 229                        | 249                                                                               | 1454                                                                              |
| Typ silników                                  | –                          | 4EXA 2130 (wagony produkcji hiszpańskiej) STDa 280-4B (wagony produkcji polskiej) | 4EXA 2130 (wagony produkcji hiszpańskiej) STDa 280-4B (wagony produkcji polskiej) |
| Liczba i moc silników                         | –                          | 4×180 kW                                                                          | 16×180 kW                                                                         |
| Napięcie i sposób zasilania                   | –                          | 750 V DC z trzeciej szyny                                                         | 750 V DC z trzeciej szyny                                                         |
| Żywotność                                     | 25 lat lub 3 mln km        | 25 lat lub 3 mln km                                                               | 25 lat lub 3 mln km                                                               |
| Źródła                                        | [ 1 ] [ 26 ] [ 2 ] [ 27 ]  | [ 1 ] [ 26 ] [ 2 ] [ 27 ]                                                         | [ 1 ] [ 26 ] [ 2 ] [ 27 ]                                                         |

### Nadwozie

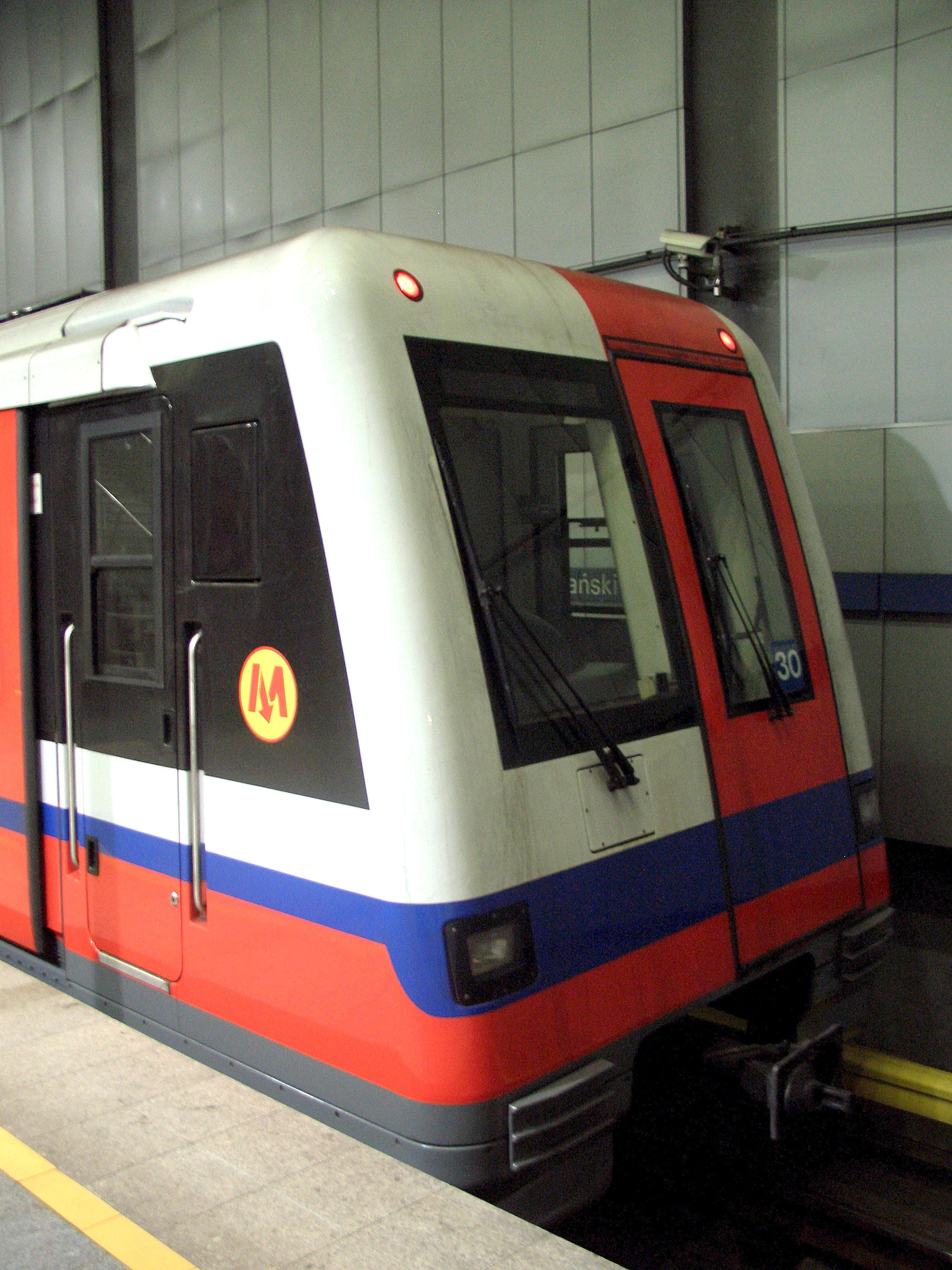
Czoło pojazdu

W składach Alstom Metropolis 98B eksploatowanych przez Metro Warszawskie wyróżnia się dwa rodzaje wagonów – końcowe kabinowe oznaczone jako Tc i środkowe silnikowe oznaczone jako M. Pociągi są zestawione z sześciu wagonów w układzie Tc+M+M+M+M+Tc i mogą być eksploatowane tylko jako całość, nie ma możliwości zmiany liczby i ustawienia wagonów.

#### Pudło
Konstrukcja pudła jest aluminiowo-stalowa, nitowana. Nitowanie poszycia wykonano w sposób niewidoczny.
Główna część pudła wagonu sterowniczego Tc jest zbudowana z tłoczonych profili aluminiowych. Dwie spawane stalowe belki skrętowe zapewniają połączenie pudła z wózkiem poprzez czop skrętu. Tylna spawana stalowa czołownica ramy przeznaczona jest do połączenia ramy pudła z belką mocowania sprzęgów dla połączenia z pozostałymi wagonami składu, a spawany stalowy moduł kabinowy umożliwia również sprzęganie z przodu pociągu. W tylnej części wagonu znajduje się stalowa strefa zgniotu.
Budowa pudła wagonu silnikowego M jest podobna do budowy wagonu sterowniczego Tc z tą różnicą, że moduł kabinowy zastąpiony jest częścią tylną.
Wszystkie okna boczne są nieotwieralne. Do pudła wagonu są montowane za pomocą profili elastomerowych, co zapewnia szczelność. Szyby o grubości 8 mm wykonano z hartowanego, wzmocnionego bezodpryskowo szkła.

#### Sprzęgi

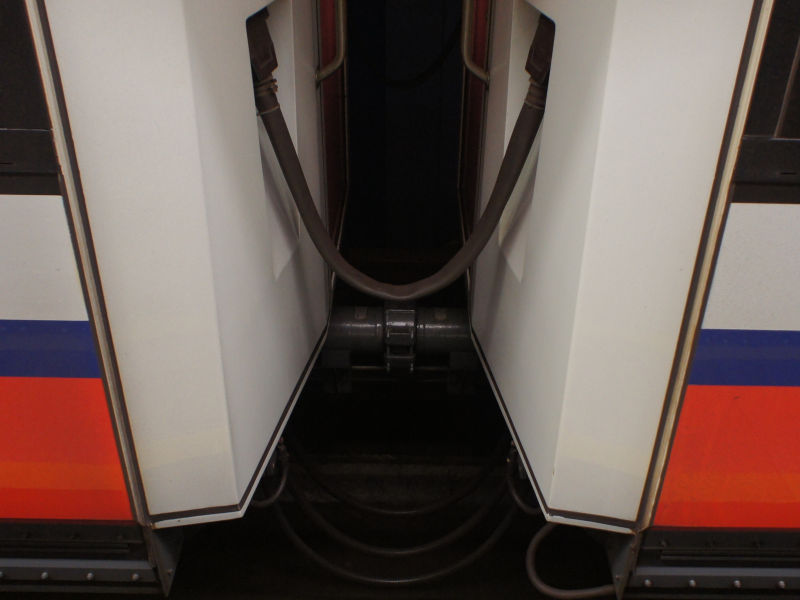
Sprzęg międzywagonowy

W składach Metropolis zastosowano dwa typy sprzęgów – półautomatyczne i stałe. Ich dostawcą była polsko-szwedzka firma Dellner Couplers z Gdyni.
Z przodu wagonu kabinowego Tc zabudowano sprzęg półautomatyczny pozwalający na mechaniczne połączenie dwóch pojazdów bez konieczności ręcznej obsługi. Ręcznie odbywa się jedynie rozprzęganie. Podstawowymi podzespołami sprzęgu czołowego jest połączona na stałe z trzpieniem głowica, aparat pociągowo-zderzny oraz sprężynowe cylindry centrujące. Głowica sprzęgu wraz z trzpieniem połączona jest z aparatem pociągowo-zderznym przez skręcaną śrubą obejmę. Wewnątrz aparatu pociągowo-zderznego znajduje się olejowo-gazowy amortyzator. Za pomocą przegubu i sworznia sprzęg połączony jest z czołownicą przednią wagonu. Centrowanie sprzęgu zapewniają dwa sprężynowe cylindry umieszczone od dołu. Zastosowanie głowicy charakterystycznej dla warszawskiego metra umożliwia połączenie z wagonami serii 81 w sytuacjach awaryjnych. Odległość osi głowicy sprzęgu od poziomu główki szyny wynosi 829 mm.
Z tyłu wagonów końcowych Tc i na obu końcach wagonów środkowych M zamontowano sprzęgi stałe, które łączy się ze sobą specjalnymi obejmami i śrubami. Ich wysokość ponad poziom główki szyny wynosi 780 mm.

#### Drzwi pasażerskie

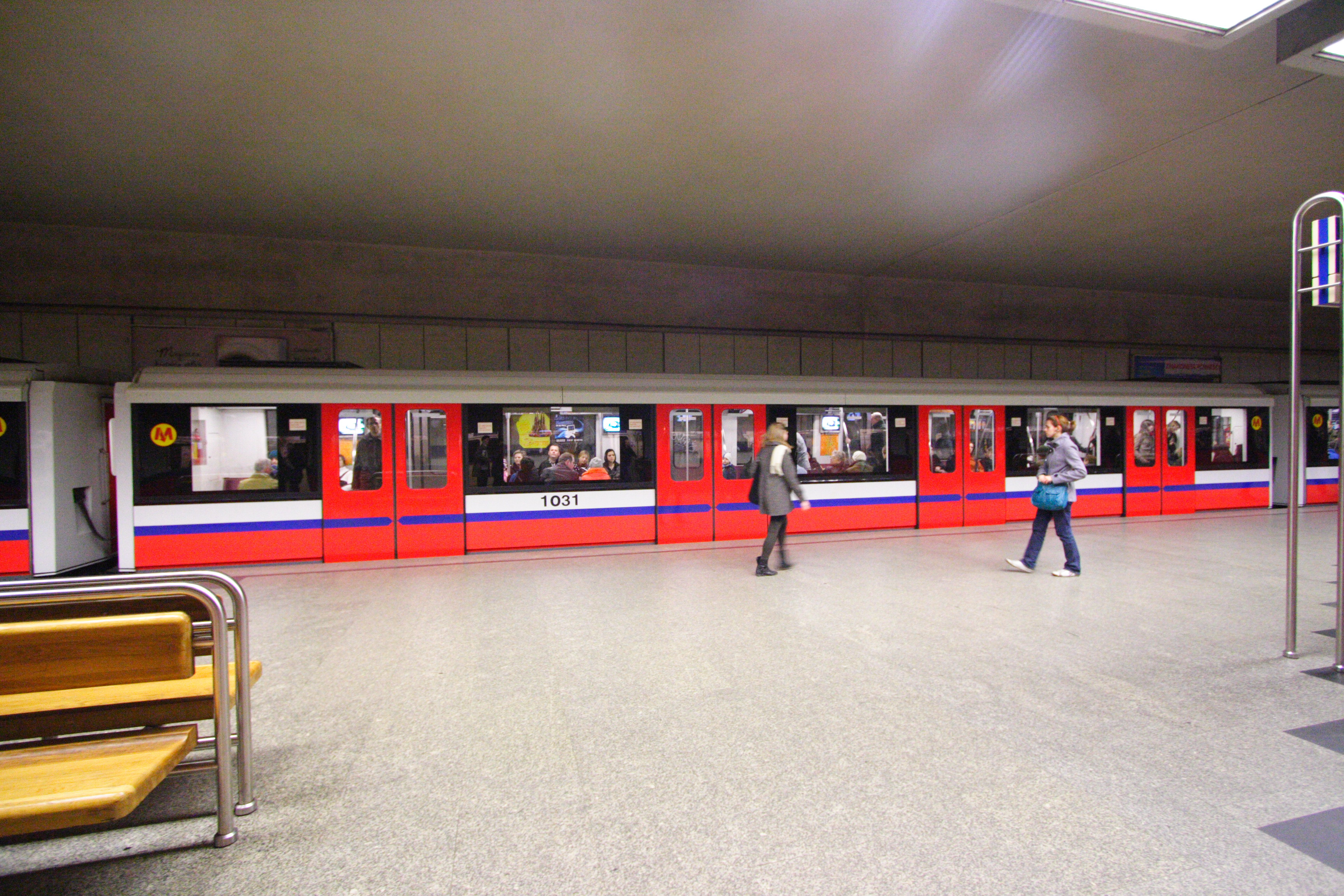
Cztery pary drzwi pasażerskich na boku wagonu

Do każdego z wagonów można wejść przez cztery pary szerokich na 1,3 m rozsuwanych drzwi, których skrzydła przemieszczają się po prowadnicach umieszczonych na ścianach zewnętrznych. Napęd drzwi zapewnia silnik elektryczny prądu stałego. Od wewnątrz drzwi pokryte są polerowaną blachą nierdzewną. W sytuacjach awaryjnych każdą parę drzwi można odblokować ręcznie przez pociągnięcie do dołu specjalnej czerwonej dźwigni. W górnej części każdego skrzydła drzwiowego zamontowana jest szyba wykonana ze szkła hartowanego o grubości 8 mm.

#### Malatura
| Kolor | Nazwa           | Połysk | Występowanie               | Źródła               |
| ----- | --------------- | ------ | -------------------------- | -------------------- |
|       | NCS S 1502-G    | 85% ±5 | dach, górna część pudła    | [ 31 ] [ 32 ] [ 33 ] |
|       | RAL 9017        | 85% ±5 | pas okien                  | [ 31 ] [ 32 ] [ 33 ] |
|       | NCS S 4550-R80B | 85% ±5 | cienki pas na środku pudła | [ 31 ] [ 32 ] [ 33 ] |
|       | NCS S 1085-Y90R | 85% ±5 | dolna część pudła, drzwi   | [ 31 ] [ 32 ] [ 33 ] |
|       | RAL 7012        | 50% ±5 | podwozie                   | [ 31 ] [ 32 ] [ 33 ] |

Pudła wagonów zostały pomalowane z zewnątrz farbami poliuretanowymi, których deklarowana trwałość wynosi co najmniej 5 lat.
Na pojazdach serii Metropolis zastosowano schemat malowania wagonów metra zaprojektowany w 1987 przez plastyka Ryszarda Bojara. Dół wagonu i drzwi są koloru czerwonego, górną część wagonu i dach pomalowano na biało, a pomiędzy nimi znajduje się wąski granatowy pas.
| Kolor | Nazwa           | Połysk | Występowanie               | Źródła                      |
| ----- | --------------- | ------ | -------------------------- | --------------------------- |
|       | NCS S 1502-G    | 85% ±5 | dach, górna część pudła    | [ 31 ] [ 35 ] [ 32 ] [ 33 ] |
|       | RAL 9017        | 85% ±5 | pas okien                  | [ 31 ] [ 35 ] [ 32 ] [ 33 ] |
|       | RAL 1003        | 85% ±5 | cienki pas na środku pudła | [ 31 ] [ 35 ] [ 32 ] [ 33 ] |
|       | NCS S 1085-Y90R | 85% ±5 | dolna część pudła, drzwi   | [ 31 ] [ 35 ] [ 32 ] [ 33 ] |
|       | RAL 7012        | 50% ±5 | podwozie                   | [ 31 ] [ 35 ] [ 32 ] [ 33 ] |

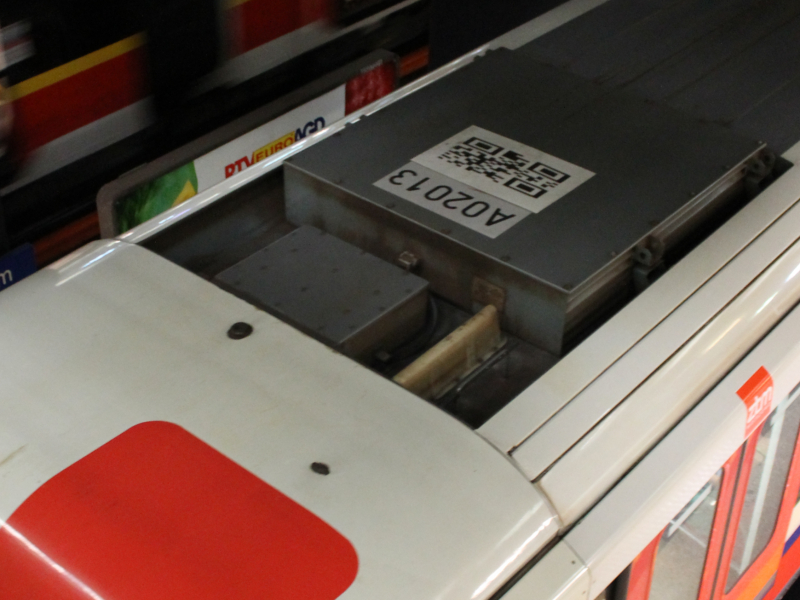
Kod QR na dachu pociągu

Pod koniec października 2013 Metro Warszawskie ogłosiło przetarg na naprawę główną składów Metropolis, przy okazji której zmianie miała ulec malatura pojazdów – niebieski pas miał zostać oklejony żółtą folią, a czoło w okolicach szyb miało być przemalowane na czerwone. W ten sposób chciano zunifikować wygląd pociągów Alstomu z barwami pozostałych pojazdów ZTM Warszawa. Przetarg jednak unieważniono, dlatego pod koniec kwietnia i maja 2014 przewoźnik ponownie ogłosił dwa konkursy, z których pierwszy również unieważniono, a rozstrzygnięty został drugi. Pod koniec lipca 2014 pociąg nr 17 otrzymał jako pierwszy nowe barwy. Wygląd kolejnych trzech składów Metropolis 98B miał zostać zmieniony do 19 grudnia 2014, jednak termin ten nie został dotrzymany.
W połowie 2013 na dachach pojazdów Metra Warszawskiego, w tym składów Alstomu, pojawiły się kody QR służące ewidencji pociągów na terenie STP Kabaty.

### Wnętrze
Wyposażenie wnętrza zmontowano bez użycia śrub. Wnętrze wagonów jest odporne na ogień, porysowania, graffiti i detergenty.

#### Przestrzeń pasażerska

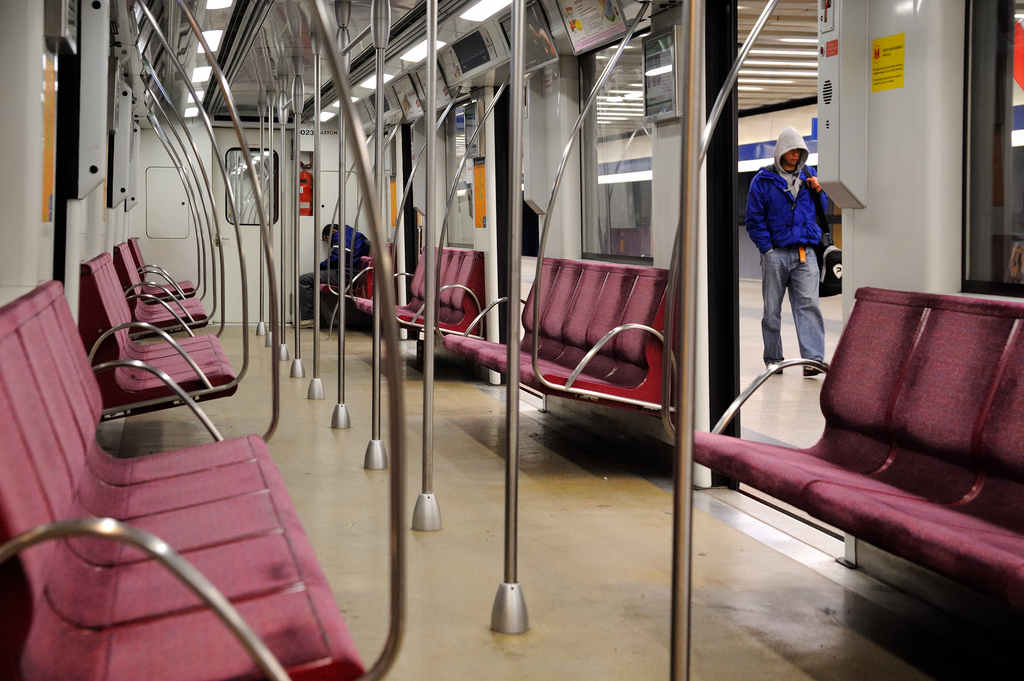
Wnętrze składu Metropolis

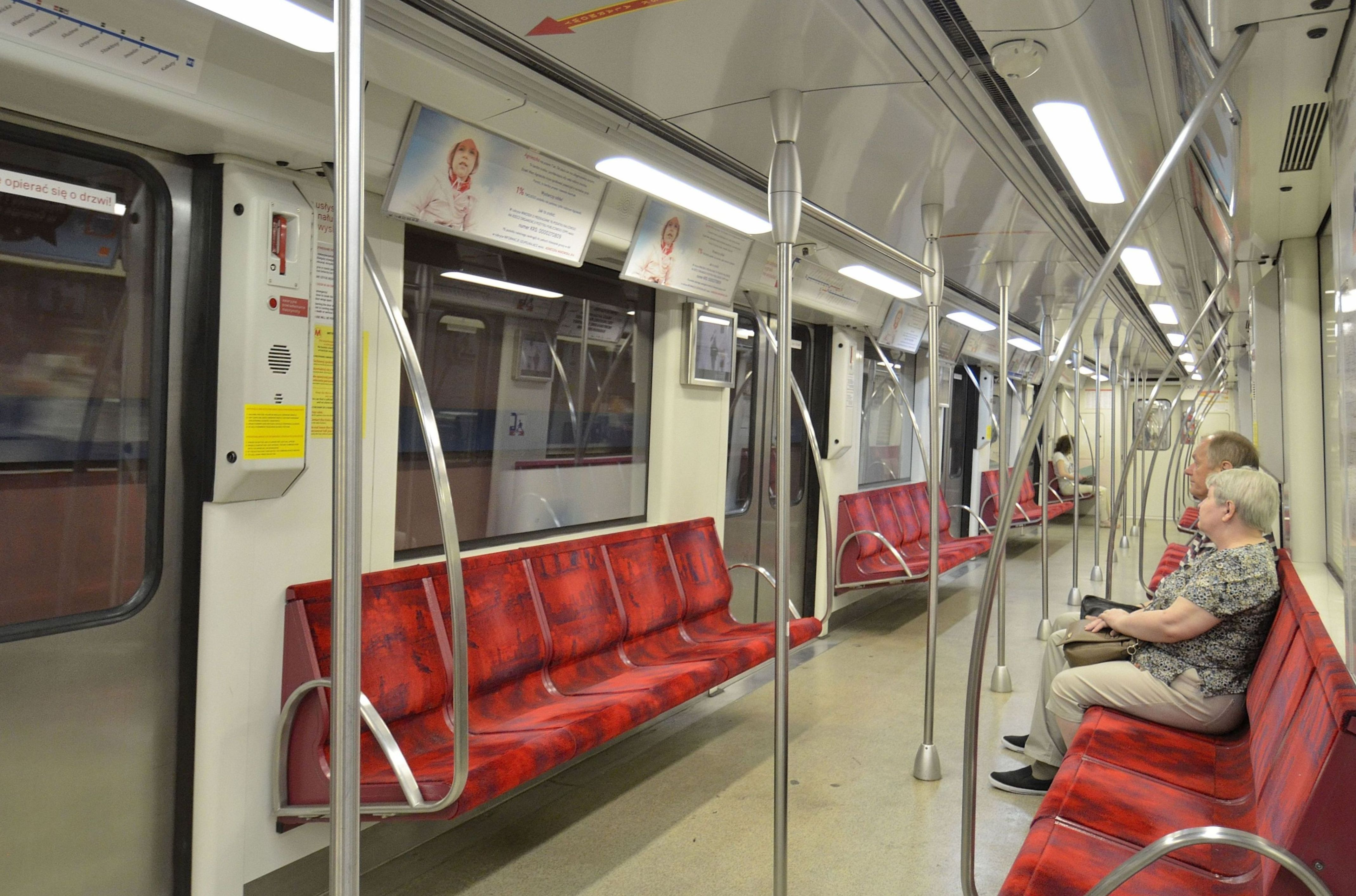
Pociąg Metropolis z nowym wzorem tapicerki

Ściany przedziału pasażerskiego są wyłożone panelami poliwęglanowymi i aluminiowymi. Panele są zamontowane do poszycia pudła za pomocą zatrzasków i dwustronnych taśm klejących. Osłony napędów drzwiowych wykonane z poliestru są zamykane zamkami otwieranymi kluczem trójkątnym.
W wagonach zastosowano wzdłużny układ siedzeń. Są one przymocowane bezpośrednio do ścian, co było możliwe dzięki rezygnacji z umieszczania jakichkolwiek podzespołów obwodów pociągu we wnętrzu przedziału pasażerskiego. Fotele produkcji firmy Taps mają konstrukcję zbliżoną do siedzeń zabudowanych w rosyjskich wagonach serii 81. Są pokryte tkaniną z wandaloodporną wkładką typu Nappe 2000, w której sprężynami są pręty z włókna szklanego. W miejscach dla osób niepełnosprawnych i wózków dziecięcych zamontowano siedzenia odchylne.
Odchylane drzwi umieszczone w ścianach końcowych wagonów mają światło o szerokości 750 mm. W czasie normalnej eksploatacji są one zamknięte na stałe i nie są przeznaczone dla podróżnych.
Poręcze i słupki wykonane są ze stali nierdzewnej. Poręcze zamontowane są do siedzeń przy każdych drzwiach wejściowych oraz pod sufitem zamocowane do pionowych słupków ustawionych w osi wagonu. Taki ich układ zapewnia stabilizację pasażerów stojących niemal w każdym miejscu wagonu.
Powierzchnia podłogi wykonana jest z żywicy poliuretanowej z granulatami z elastomeru. Jej wytrzymałość na nacisk wynosi około 6,8 kN/m², a jej trwałość oceniono na nie mniej niż 10 lat eksploatacji.
W każdym wagonie umieszczonych jest 6 głośników, przez które rozgłaszane są informacje o następnych stacjach. Na końcowych ścianach przedziału pasażerskiego zamontowano wyświetlacze diodowe podające informacje o relacji pociągu i następnej stacji.
W pociągach zastosowano system łączności pasażer-maszynista umożliwiający głosową komunikację podróżnego z prowadzącym pociąg. Po naciśnięciu przycisku urządzenia zamontowanego przy drzwiach wejściowych do przedziału pasażer może porozumieć się z maszynistą w systemie „full duplex”.
W czerwcu 2013 rozpisano przetarg na doposażenie składów Metropolis 98B w system monitoringu. Operację zakończono w grudniu 2013.
Oświetlenie przedziału pasażerskiego zapewniają dwa rzędy opraw luminescencyjnych umieszczonych pod sufitem. W wagonach rozrządczych Tc zamontowanych jest 16 opraw o mocy 36 W każda, natomiast w wagonach silnikowych M takich opraw jest 18. Natężenie oświetlenia mierzone w odległości 800 mm od poziomu podłogi i 600 mm od oparcia siedzenia wynosi co najmniej 150 lx. W przypadku braku zasilania załączane są jedynie cztery świetlówki równomiernie rozmieszczone w wagonie zasilane z baterii oświetlenia awaryjnego. Zapewniają one natężenie światła 5 lx przez co najmniej 30 minut.
Wentylację przedziału pasażerskiego zapewniają dwa zespoły wentylacyjne zamontowane na dachu każdego wagonu. Przefiltrowane powietrze jest rozprowadzane we wnętrzu pociągu przez dwa kanały umieszczone pod sufitem i wprowadzane do przedziału pasażerskiego przez specjalne kratki wentylacyjne. Wydajność systemu wentylacyjnego zapewnia przy czystych filtrach przepływ powietrza w każdym wagonie co najmniej 7900 m³/h. Zastosowany system zasilania zespołu wentylatorów zapewnia normalne przewietrzanie wagonów przez co najmniej 30 minut w przypadku braku napięcia w szynie zasilającej pociąg. Przyjęcie wymuszonego systemy wentylacji umożliwiło zastosowanie w przedziałach pasażerskich nieotwieranych okien.
Maksymalny poziom hałasu w przedziale pasażerskim wynosi 80 dB.

#### Kabina maszynisty

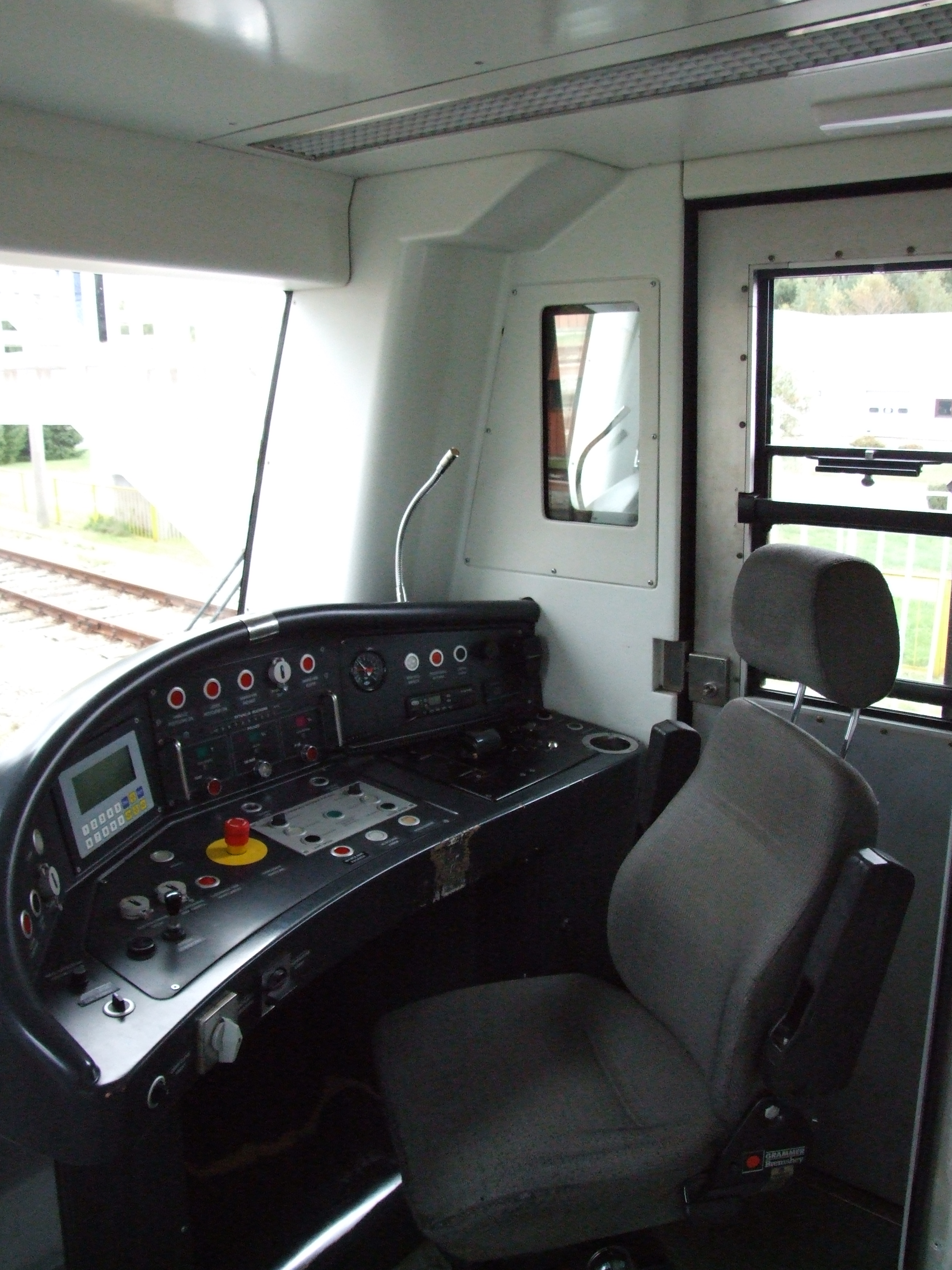
Pulpit maszynisty

Kabina maszynisty posiada z każdej strony drzwi umożliwiające wyjście na peron. W tylnej ścianie kabiny znajdują się drzwi do przedziału pasażerskiego. Z lewej strony ściany czołowej znajdują się otwierane do góry drzwi ewakuacyjne. Posiadają one światło o wymiarach 922×2121 mm, a ich dolna krawędź jest umieszczona na wysokości 1400 mm od poziomu główki szyny. Drzwi te pozwalają na wyjście z kabiny maszynisty w sytuacjach awaryjnych. Zejście na torowisko jest możliwe przy użyciu specjalnej aluminiowej drabinki zamocowanej podczas normalnej eksploatacji na ścianie za fotelem maszynisty.
Szyba czołowa kabiny wykonana jest z bezodpryskowego warstwowego szkła wzmocnionego za pomocą płyt z butyralu. Na zewnątrz szyby czołowej znajduje się wycieraczka z napędem elektrycznym oraz spryskiwacz. W górnej części szyby czołowej znajduje się wyświetlacz, na którym pokazywana jest nazwa stacji docelowej. Budowa wyświetlacza jest taka sama jak tych zamontowanych w przedziale pasażerskim z tą tylko różnicą, że większe są wyświetlane litery.
Regulowany fotel jest umieszczony z prawej strony osi wagonu. Przed fotelem znajduje się pulpit, na którym rozmieszczone są urządzenia niezbędne do bezpiecznego i wygodnego prowadzenia pociągu. W lewej części kokpitu znajduje się konsola COMET 1 – interfejs systemu diagnozowania, na którego wyświetlaczu maszynista otrzymuje w czasie rzeczywistym informacje o niektórych parametrach pociągu, wykrytych nieprawidłowościach i awariach. Po prawej stronie pulpitu umieszczony jest 6-pozycyjny wybierak trybu jazdy oraz suwakowy nastawnik jazdy, w którego rękojeści znajduje się przycisk czuwaka aktywnego. W kabinie maszynisty znajduje się system rejestracji zdarzeń ATM.
Obserwację peronu, prócz lusterek i monitorów umieszczonych na stacjach, umożliwiają chowane lusterka zewnętrzne. Posiadają one napęd pneumatyczny i są uruchamiane z pulpitu za pomocą przycisków.
Oświetlenie kabiny maszynisty stanowią 2 oprawy luminescencyjne o mocy 36 W każda umieszczone pod sufitem. Kabina może być ogrzewana grzejnikiem elektrycznym i wentylowana przez wentylatory z napędem elektrycznym.
Maksymalny poziom hałasu w kabinie wynosi 70 dB.

### Wózki
|                               | Wózek napędny       | Wózek toczny        |
| ----------------------------- | ------------------- | ------------------- |
| Rozstaw szyn                  | 1435 mm             | 1435 mm             |
| Liczba osi                    | 2                   | 2                   |
| Rozstaw osi                   | 2000 mm             | 2000 mm             |
| Maksymalne obciążenie osi     | 127,5 kN            | 127,5 kN            |
| Średnica koła nowego          | 860 mm              | 860 mm              |
| Średnica koła zużytego        | 790 mm              | 790 mm              |
| Profil kół                    | 28 UIC-135          | 28 UIC-135          |
| Skrajnia dolna                | 50 mm               | 50 mm               |
| Liczba tarcz hamulcowych      | 1                   | 2                   |
| Liczba silników trakcyjnych   | 2                   | –                   |
| Liczba przekładni             | 2                   | –                   |
| Liczba pantografów            | 2                   | –                   |
| Prędkość maksymalna           | 90 km/h             | 90 km/h             |
| Masa bez silników trakcyjnych | 5743 kg             | 5178 kg             |
| Źródła                        | [ 26 ] [ 2 ] [ 45 ] | [ 26 ] [ 2 ] [ 45 ] |

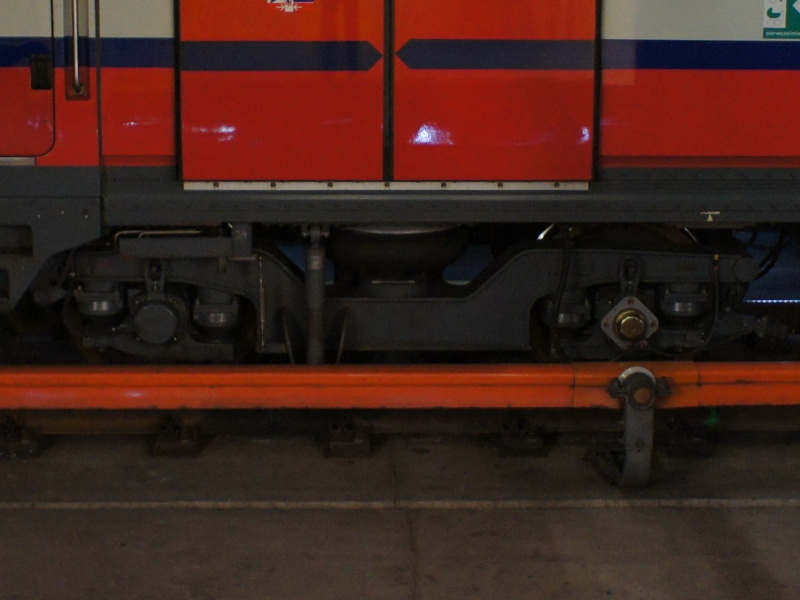
Wózek toczny

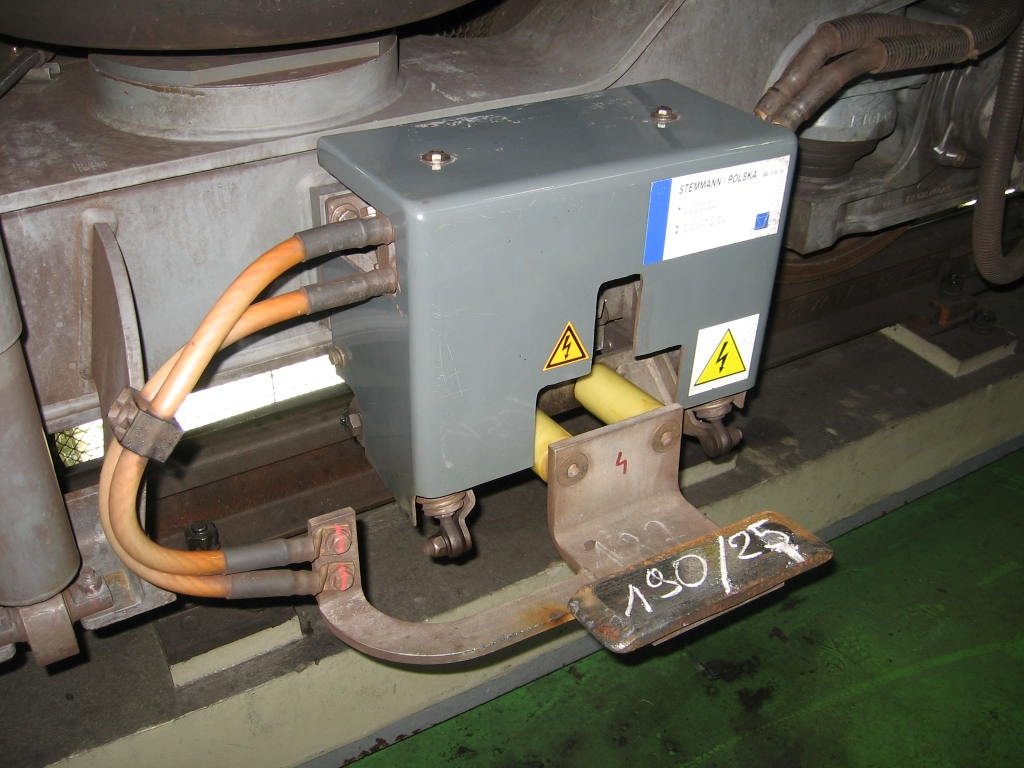
Odbierak prądu wózka napędnego

Każdy z wagonów oparty jest na dwóch dwuosiowych wózkach. Skrajne wagony sterownicze posadowione są na wózkach tocznych, natomiast środkowe wagony silnikowe na wózkach napędnych.
Rama wózka jest budowy przestrzennej zamkniętej dwuobwodowej. Wspiera się ona na gumowo-metalowych blokach sprężyn stożkowych, które osadzone są na konsolach łożysk osiowych i pełnią rolę usprężynowania I stopnia. Na zagłębionych częściach belek ostojnicowych ramy osadzone są sprężyny powietrzne stanowiące II stopień usprężynowania, a na nich zawieszone jest nadwozie. Ramę nadwozia z belkami ostojnicowymi łączą pionowe tłumiki hydrauliczne. Siły wzdłużne z wózka na nadwozie przenosi zamontowany w ramie nadwozia czop skrętowy. Dolny koniec czopa jest osadzony w gnieździe poprzecznicy ramy wózka, przy czym gumowe pakiety umożliwiają podatne poprzeczne przesuwy wózka względem nadwozia. Poprzecznicę wózka łączy z nadwoziem tłumik hydrauliczny. Hamulcem podstawowym jest hamowanie elektrodynamiczne, natomiast rolę hamulca dodatkowego pełni hamulec tarczowy. W wózkach zamontowano zawory ważące, dzięki którym utrzymywana jest stała wysokość podłogi wagonów niezależnie od obciążenia. Koła posiadają profil 28 UIC-135.
W wózku napędnym dwa silniki trakcyjne są jednostronnie zawieszone w poprzecznicy ramy, zaś skrzynie przekładni zębatej są ułożyskowane na osiach zestawów i podwieszone do poprzecznicy (system tramwajowy). Silniki należą do mas usprężynowanych, zatem ich wały z wałkami zębników przekładni łączą sprzęgła podatne. Do zewnętrznych stron belek ostojnicowych ramy zamontowane sprężyście odbieraki prądu z trzeciej szyny. Ze względu na brak miejsca na osiach zestawów napędnych zamontowane są pojedyncze tarcze, przy czym siłowniki i szczęki hamulcowe są zawieszone do rurowych belek czołownicowych ramy.
Wózek toczny nie posiada silników trakcyjnych i odbieraków prądu, a na osiach zestawów kołowych tocznych są zamontowane po dwie tarcze hamulcowe z niezależnym hamowaniem z układów wykonawczych zawieszonych tak jak w wózku napędnym.

### Układ napędowy
|                                                               | 4EXA 2130                 | STDa 280-4B               |
| ------------------------------------------------------------- | ------------------------- | ------------------------- |
| Producent                                                     | Alstom Transport          | EMIT Żychlin              |
| Typ silnika                                                   | trójfazowy asynchroniczny | trójfazowy asynchroniczny |
| Nominalne napięcie fazowe / przewodowe przy pracy silnikowej  | 290 V / 500 V             | 290 V / 500 V             |
| Nominalne napięcie fazowe / przewodowe przy pracy prądnicowej | 320 V / 550 V             | 320 V / 550 V             |
| Częstotliwość                                                 | 63 Hz                     | 63 Hz                     |
| Moc na wale                                                   | 180 kW                    | 180 kW                    |
| Prąd fazowy                                                   | 259 A                     | 257 A                     |
| Prędkość obrotowa wału                                        | 1839 obr./min             | 1854 obr./min             |
| Moment silnika                                                | 900 Nm                    | 927 Nm                    |
| Moment maksymalny przy pracy silnikowej                       | 1470 Nm                   | 1470 Nm                   |
| Moment maksymalny przy hamowaniu                              | 1290 Nm                   | 1290 Nm                   |
| Sprawność                                                     | ok. 94%                   | ok. 94%                   |
| Przyrost temperatury                                          | 120 °C                    | b.d.                      |
| Klasa izolacji                                                | 200                       | 200                       |
| Masa                                                          | 630 kg                    | 589 kg                    |
| Zakres temperatur pracy w tunelu                              | +5 ÷ +30 °C               | +5 ÷ +30 °C               |
| Zakres temperatur pracy na powierzchni                        | -35 ÷ +40 °C              | -35 ÷ +40 °C              |
| Wilgotność względna powietrza w tunelu                        | do 80% przy 25 °C         | do 80% przy 25 °C         |
| Źródła                                                        | [ 4 ] [ 5 ]               | [ 4 ] [ 5 ]               |

Układ napędowy pociągu składa się z niezależnych systemów dla każdego wagonu silnikowego M. Jeden system napędowy jest przypisany do każdego wózka.
Pod każdym z wagonów środkowych M znajduje się skrzynia falownika, w której umieszczone są dwa falowniki trakcyjne ONIX 800, elektronika sterowania napędem oraz podstawowe elementy obwodu głównego falownika takie jak filtr wejściowy z dławikiem, układ zabezpieczeń nadnapięciowych, klucze złożone z trzech modułów IGBT połączonych równolegle, chopper hamowania, moduł sterowania wyłącznikiem szybkim, czujniki i przekaźniki zabezpieczeniowe, styczniki wejściowe i ładowania kondensatora, przełącznik warsztatowy i wentylator chłodzący wraz ze sterowaniem. Każdy z falowników zasila dwa połączone równolegle silniki trakcyjne, a każdy z silników trakcyjnych napędza jedną oś wagonu M. Ze względu na konieczność dużego przełożenia między silnikiem i kołami jezdnymi niezbędne było zastosowanie przekładni dwustopniowych.
Do sterowania napędem wykorzystywany jest pracujący w systemie 32-bitowym system AGATE (Advanced GEC ALSTHOM Traction Electronics). Układ bazuje na multiprocesorowej strukturze i zastosowane są w nim mikroprocesory do ogólnego użytkowania, funkcji monitorowania, wykonania szybkich obliczeń i sterowania mocą. Do systemu, prócz sygnałów z kodera nastawnika jazdy, trafiają także informacje z systemu SOP-2, dane o masie wagonów, zamknięciu i zablokowaniu drzwi, bocznikowaniu drzwi oraz poślizgu kół lub ich buksowaniu przy rozruchu.
W pojazdach Alstom Metropolis 98B eksploatowanych przez Metro Warszawskie stosowane są dwa modele silników asynchronicznych prądu przemiennego – 4EXA 2130 produkcji francuskiego koncernu Alstom w wagonach wybudowanych w Hiszpanii oraz STDa 280-4B produkcji polskich zakładów EMIT Żychlin w wagonach wybudowanych w Polsce. Są one ze sobą kompatybilne.

#### Silnik 4EXA 2130
Silnik trakcyjny 4EXA 2130 jest zamontowany w centralnej części wózka za pomocą trzech czopów. Dwa z nich są usytuowane tak, że ich osie poziome znajdują się na górnej stronie środkowej części wózka. Punkty te przyjmują obciążenia pionowe, poprzeczne i wzdłużne. Trzeci czop natomiast posiada oś pionową i jest zamontowany w centralnej części dolnej strony wózka. Punkt ten przyjmuje część obciążenia wzdłużnego i siłę reakcji wynikającą z momentu obrotowego.
Korpus silnika wykonany z blach stalowych jest konstrukcją całkowicie spawaną.
Uzwojenie stojana składa się z cewek w kształcie rombu nawiniętych płaskim miedzianym przewodem. Uzwojenie wirnika zbudowane jest z pakietu blach, które montowane są na gorąco na wale i zaciśnięte pomiędzy dwoma płytami końcowymi.
Wał wirnika jest wykonany ze stali stopowej o wysokiej wytrzymałości. Na końcu wału od strony napędowej zamontowane jest sprzęgło zębate połączone z przekładnią hydraulicznie na wcisk i wentylator pomocniczy, po przeciwnej stronie natomiast jest umieszczony wentylator główny.
Wentylator główny typu wirnikowego jest zamontowany z zewnątrz do ramy silnika. Kieruje strumień powietrza do kanałów wymiany ciepła na zewnętrznym obwodzie pakietu obwodu magnetycznego, a jego uzębiona zewnętrznie turbina pełni rolę tarczy czujnika prędkości. Wentylator pomocniczy zamontowany wewnątrz wymusza wewnętrzny przepływ powietrza w silniku wyrównując różnicę temperatur w różnych jego częściach.
Pokrywy łożyskowe silnika wykonane są z żeliwa ciągliwego. Na końcu przeciwnym do odbioru napędu tarcza spełnia funkcję dyfuzora przepływu powietrza z wentylatora oraz podpory łożyska i umożliwia zamontowanie czujnika prędkości. Po stronie odbioru napędu pokrywa jest ożebrowana co zapewnia większą sztywność mechaniczną i poprawę wymiany ciepła z zewnętrznym strumieniem powietrza chłodzącego.
Połączenia elektryczne realizowane są poprzez połączone wewnętrznie na izolatorach przewody, które są wyprowadzane do skrzynki przyłączeniowej montowanej w górnej części silnika.

#### Silnik STDa 280-4B
Silnik trakcyjny STDa 280-4B to trójfazowy silnik asynchroniczny o czterech biegunach z wbudowanym przewietrznikiem. Wirnik klatkowy jest konstrukcji prętowej. Obudowa silnika posiada stopień ochrony IP22 zgodnie z normą PN-EN 60034-5.
Kadłub wykonany z pakietu blach magnetycznych jest konstrukcją spawaną.
Uzwojenie stojana o klasie izolacji 200 składa się z regulowanych cewek nawiniętych płaskim miedzianym przewodem. Uzwojenie wirnika zbudowane jest z pakietu blach, które montowane są na gorąco na wale i zaciśnięte pomiędzy dwoma pierścieniami dociskowymi.
Wał wirnika wykonano ze stali stopowej o wysokiej wytrzymałości. Na wale umieszczony jest wentylator tłoczący powietrze chłodzące do kanałów osiowych znajdujących się w pakiecie blach wirnika i stojana. Czop końcowy od strony napędu jest przystosowany do zamontowania sprzęgła zębatego połączonego z przekładnią, natomiast od strony przeciwnapędowej zamocowana jest tarcza czujnika obrotów.
Tarcze łożyskowe wykonane z żeliwa sferoidalnego są osadzone na zamkach i przykręcone śrubami do kadłuba. Od strony przeciwnapędowej tarcza pełni rolę dyfuzora przepływu powietrza z wentylatora, podpory łożyska i umożliwia zamontowanie czujnika prędkości obrotowej. Od strony napędowej natomiast pokrywa jest użebrowana dla zapewnienia większej sztywności mechanicznej i poprawy wymiany ciepła z zewnętrznym strumieniem powietrza chłodzącego.
Przewody zasilające silnik są podłączone do zacisków znajdujących się w skrzynce zaciskowej, która jest przykręcona do kadłuba.

### Obwody pomocnicze
W każdym wagonie końcowym Tc zamontowana jest jedna przetwornica statyczna. Urządzenie wykorzystuje tranzystory IGBT i składa się z falownika jednofazowego, transformatora i prostownika diodowego oraz filtra wyjściowego. W obwodach wejściowych przetwornicy zastosowano filtr wejściowy LC w celu ochrony urządzenia przed skutkami stanów nieustalonych oraz filtr dolnoprzepustowy dla uniknięcia przechodzenia wyższych harmonicznych do linii zasilających. Napięcie na filtrach jest monitorowane, a sygnał wyjściowy z miernika sygnału wykorzystywany jest przez układ sterowania przetwornicą do jej uruchamiania. Przetwornica pomocnicza jest zasilana z trzeciej szyny prądem stałym o napięciu z zakresu 500 ÷ 1000 V oraz posiada dwa wyjścia – prądu stałego 110 V i trójfazowego prądu przemiennego 400 V 50 Hz. Prądem stałym o napięciu 110 V zasilane jest ładowanie baterii akumulatorów, wentylatory przedziałów pasażerskich, oświetlenie awaryjne przedziałów pasażerskich, oświetlenie zewnętrzne pociągu, silniki napędu drzwi pasażerskich, elektroniczne urządzenia kontrolne, urządzenia łączności pasażer-maszynista, radiotelefon, urządzenia zabezpieczenia ruchu pociągów i inne urządzenia kabiny maszynisty. Prądem przemiennym o napięciu 400 V i częstotliwości 50 Hz zasilane są natomiast sprężarki, grzejniki i wentylatory kabin maszynisty, wentylatory oporników hamowania, wentylatory skrzyń ONIX oraz wentylatory dławików i przetwornic pomocniczych.
Pod pudłem każdego wagonu kabinowego Tc zamontowana jest również bezobsługowa nikolowo-kadmowa bateria akumulatorów o pojemności 90 Ah. Znajduje się ona w wentylowanej skrzyni zamocowanej do podwozia wagonu. Obsługa baterii sprowadza się do kontroli i uzupełniania elektrolitu.

### Układ pneumatyczny
Źródłem sprężonego powietrza w pociągu są dwie sprężarki śrubowe typu SL 20-5-66. Każda z nich umieszczona jest pod pudłem wagonu kabinowego Tc i napędzana trójfazowym silnikiem prądu przemiennego o mocy 11 kW.
W czasie jazdy pociągu uruchamiana jest tylko jedna sprężarka znajdująca się w ostatnim wagonie, co w pełni pokrywa zapotrzebowanie na sprężone powietrze. W przypadku awarii i spadku ciśnienia poniżej 7,5 bara załącza się drugą sprężarkę. Urządzenia normalnie pracują w przedziale ciśnień od 8,5 do 10 bar. Każda jest chroniona przez zawór bezpieczeństwa o ciśnieniu zadziałania 11 bar.
Agregat wyposażony jest w chłodnicę sprężonego powietrza, dwukomorowy odwadniacz absorpcyjny działający naprzemiennie oraz włókninowy filtr dokładnego oczyszczania. Podwieszony jest on do pudła za pośrednictwem ramy i stanowi moduł łatwy do demontażu.
W stanach awaryjnych lub przy czynnościach obsługowo-naprawczych istnieje możliwość zasilenia układu sprężonym powietrzem z obcego źródła przez przyłącza w sprzęgach czołowych.

### Układ hamulcowy
Podstawowym hamulcem służbowym jest hamulec elektrodynamiczny wykorzystujący przy hamowaniu silniki trakcyjne jako prądnice. W zakresie małych i dużych prędkości wspomagany jest on hamulcem pneumatycznym. Rozpraszanie energii elektrycznej następuje przez rekuperację do sieci zasilającej, a przy braku odbiornika przez zamianę w ciepło w rezystorach. Przy braku możliwości realizacji zadanego opóźnienia przez hamulec elektrodynamiczny (maksymalnie 1,3 m/s²) niedobór siły hamowania jest uzupełniany przez hamulec pneumatyczny na wózkach napędowych, a następnie również na wózkach tocznych. Algorytm realizacji hamowania służbowego umożliwia w razie awarii bezzwłoczne zastąpienie hamulca elektrodynamicznego hamulcem pneumatycznym pracującym w trybie służbowym oraz pracę pociągu z uszkodzonym hamulcem elektrodynamicznym przy ograniczeniu prędkości maksymalnej do 57 km/h.
Hamulec awaryjny jest hamulcem pneumatycznym uruchamianym sygnałem elektrycznym i działającym do momentu zatrzymania pociągu. Maksymalne opóźnienie hamowania awaryjnego wynosi 1,4 m/s² i może być zmniejszone jedynie w wyniku poleceń układu antypoślizgowego.
Hamulec postojowy jest hamulcem mechanicznym działającym na jedną oś w każdym wózku. Przez nacisk sprężyny na tłok cylindra hamulcowego możliwe jest utrzymanie zahamowanego pociągu na torze o pochyleniu 45‰. Luzowanie hamulca odbywa się automatycznie po podaniu ciśnienia do przewodu głównego, a w przypadku braku tego ciśnienia możliwe jest ręczne zluzowanie hamulca postojowego.
Hamulec zatrzymania związany ze specyfiką pracy przejmuje rolę hamulca postojowego po zatrzymaniu pociągu i występowaniu ciśnienia w przewodzie głównym, co zabezpiecza skład przed staczaniem. Dodatkowo hamulec ten powiązany jest z procesem hamowania służbowego w zakresie prędkości poniżej 10 km/h i układem rozruchu, co zapobiega nagłym zmianom opóźnień lub przyspieszeń odczuwanym przez pasażerów jako szarpnięcia.
Hamulec zatrzymania realizowany jest przez układ pneumatyczny pracujący w osobnym trybie różniącym się od hamowania służbowego. Po zatrzymaniu ciśnienie w cylindrach jest automatycznie utrzymywane. Luzowanie hamulca następuje po przestawieniu dźwigni nastawnika jazdy do pozycji rozruchu lub po wyborze trybu jazdy manewrowej.
Rezystory hamowania zbudowane są z połączonych szeregowo-równolegle elementów ze stali nierdzewnej. Dwa rezystory zabudowane są we wspólnej obudowie i zamocowane do ramy pudła pod podłogą każdego wagonu silnikowego M. Chłodzenie rezystorów zapewniają wentylatory zasilane z obwodów pomocniczych z sieci trójfazowej 400 V 50 Hz. Rezystory zostały zaprojektowane do pracy w wilgotnym i zanieczyszczonym środowisku.

### Bezpieczeństwo
Konstrukcja pociągów spełnia obowiązujące normy bezpieczeństwa i przepisy przeciwpożarowe. Pudła wagonów zostały poddane testom w wyspecjalizowanym laboratorium w Belgii, a do ich budowy zastosowano materiały spełniające Polskie Normy pod względem palności, toksyczności i dymienia. W każdym z wagonów znajdują się gaśnice proszkowe, a w umieszczonych pod podwoziem skrzyniach z aparaturą elektryczną zamontowano czujniki temperatury.
Niemal wszystkie prace naprawcze wykonywane są bez zasilania pociągu wysokim napięciem, a w przypadku wystąpienia takiej potrzeby zastosowano wyłącznik warsztatowy. Jego konstrukcja uniemożliwia przy zasilaniu składu stojącego w hali elektrowozowni podanie wysokiego napięcia na odbieraki prądu. Ustawienie przełącznika w położenie neutralne powoduje natychmiastowe rozładowanie kondensatorów.
Bezpieczeństwo ruchu pociągów gwarantuje system SOP-2. System Ograniczania Prędkości kontroluje na bieżąco różnicę między prędkością składu i dopuszczalną. W przypadku przekroczenia prędkości dopuszczalnej o więcej niż 2 km/h system automatycznie podhamowuje pociąg przez załączenie hamowania służbowego. Jeżeli z nieznanych przyczyn pociąg nie zacznie hamować służbowo, po upływie 5 sekund załączy się hamowanie awaryjne bez możliwości przerwania operacji przez maszynistę do pełnego zatrzymania pojazdu. W konstrukcji składów Metropolis przewidziano możliwość uruchomienia dodatkowych funkcji tego systemu takich jak automatyczne zawracanie, zdalne wyprowadzanie pociągu z tunelu czy jazda docelowa, ale nie są one wykorzystywane.

### Cykl przeglądowo-naprawczy
| Poziom utrzymania | Rodzaj przeglądu lub naprawy       | Przebieg              | Czas odpowiadający przebiegowi | Źródła       |
| ----------------- | ---------------------------------- | --------------------- | ------------------------------ | ------------ |
| P1                | PK – przegląd kontrolny            | –                     | 2 tygodnie                     | [ 1 ] [ 47 ] |
| P2                | PO – przegląd okresowy             | 23,75 ÷ 26,25 tys. km | 3 miesiące                     | [ 1 ] [ 47 ] |
| P3                | PD – przegląd okresowy rozszerzony | 95 ÷ 105 tys. km      | 1 rok                          | [ 1 ] [ 47 ] |
| P4.1              | R1 – naprawa rewizyjna pierwsza    | 190 ÷ 210 tys. km     | 2 lata                         | [ 1 ] [ 47 ] |
| P4.2              | R2 – naprawa rewizyjna druga       | 380 ÷ 420 tys. km     | 4 lata                         | [ 1 ] [ 47 ] |
| P4.3              | R3 – naprawa rewizyjna trzecia     | 760 ÷ 840 tys. km     | 8 lat                          | [ 1 ] [ 47 ] |
| P5                | G – naprawa główna                 | 1520 ÷ 1680 tys. km   | 16 lat                         | [ 1 ] [ 47 ] |

Wagony Metropolis, mimo że są wyposażone w urządzenia diagnostyki pokładowej, są obsługiwane według sztywnego i sformalizowanego cyklu traktującego pojazd całościowo. Obowiązują dwa normatywy – przebieg w kilometrach oraz czas, który przesądza o wykonaniu przeglądu lub naprawy gdy pojazd nie przejechał normatywnej liczby kilometrów.
Zainstalowany w pociągach Alstomu system diagnostyczny wpływa na zakres prac naprawczych wówczas gdy wykryta zostanie nieprawidłowość w funkcjonowaniu jakiegoś zespołu. Zespoły pracujące prawidłowo podlegają rygorom wynikającym z cyklu i z przepisów mówiących o pracach do wykonania podczas przeglądów i napraw.

## Eksploatacja
| Nr składu Metropolis | Nr pociągu Metra Warszawskiego | Numery boczne wagonów (Tc1 + M1 + M2 + M3 + M4 + Tc2) | Rozpoczęcie eksploatacji | Źródła        |
| -------------------- | ------------------------------ | ----------------------------------------------------- | ------------------------ | ------------- |
| 1                    | 16                             | 2001 + 1001 + 1002 + 1003 + 1004 + 2002               | 30 września 2000         | [ 48 ] [ 11 ] |
| 2                    | 17                             | 2003 + 1005 + 1006 + 1007 + 1008 + 2004               | 30 września 2000         | [ 48 ] [ 11 ] |
| 3                    | 18                             | 2005 + 1009 + 1010 + 1011 + 1012 + 2006               | 30 września 2000         | [ 48 ] [ 11 ] |
| 4                    | 19                             | 2007 + 1013 + 1014 + 1015 + 1016 + 2008               | 30 września 2000         | [ 48 ] [ 11 ] |
| 5                    | 20                             | 2009 + 1017 + 1018 + 1019 + 1020 + 2010               | 18 maja 2001             | [ 48 ] [ 11 ] |
| 6                    | 21                             | 2011 + 1021 + 1022 + 1023 + 1024 + 2012               | 28 czerwca 2001          | [ 48 ] [ 11 ] |
| 7                    | 22                             | 2013 + 1025 + 1026 + 1027 + 1028 + 2014               | 30 czerwca 2001          | [ 48 ] [ 11 ] |
| 8                    | 23                             | 2015 + 1029 + 1030 + 1031 + 1032 + 2016               | 30 czerwca 2001          | [ 48 ] [ 11 ] |
| 9                    | 24                             | 2017 + 1033 + 1034 + 1035 + 1036 + 2018               | 8 października 2002      | [ 48 ] [ 11 ] |
| 10                   | 25                             | 2019 + 1037 + 1038 + 1039 + 1040 + 2020               | 13 grudnia 2002          | [ 48 ] [ 11 ] |
| 11                   | 26                             | 2021 + 1041 + 1042 + 1043 + 1044 + 2022               | 26 listopada 2002        | [ 48 ] [ 11 ] |
| 12                   | 27                             | 2023 + 1045 + 1046 + 1047 + 1048 + 2024               | 18 grudnia 2002          | [ 48 ] [ 11 ] |
| 13                   | 28                             | 2025 + 1049 + 1050 + 1051 + 1052 + 2026               | 31 grudnia 2002          | [ 48 ] [ 11 ] |
| 14                   | 29                             | 2027 + 1053 + 1054 + 1055 + 1056 + 2028               | 28 października 2004     | [ 48 ] [ 11 ] |
| 15                   | 30                             | 2029 + 1057 + 1058 + 1059 + 1060 + 2030               | 3 grudnia 2004           | [ 48 ] [ 11 ] |
| 16                   | 31                             | 2031 + 1061 + 1062 + 1063 + 1064 + 2032               | 30 grudnia 2004          | [ 48 ] [ 11 ] |
| 17                   | 32                             | 2033 + 1065 + 1066 + 1067 + 1068 + 2034               | 12 maja 2005             | [ 48 ] [ 11 ] |
| 18                   | 33                             | 2035 + 1069 + 1070 + 1071 + 1072 + 2036               | 30 maja 2005             | [ 48 ] [ 11 ] |

### Linia M1 metra w Warszawie

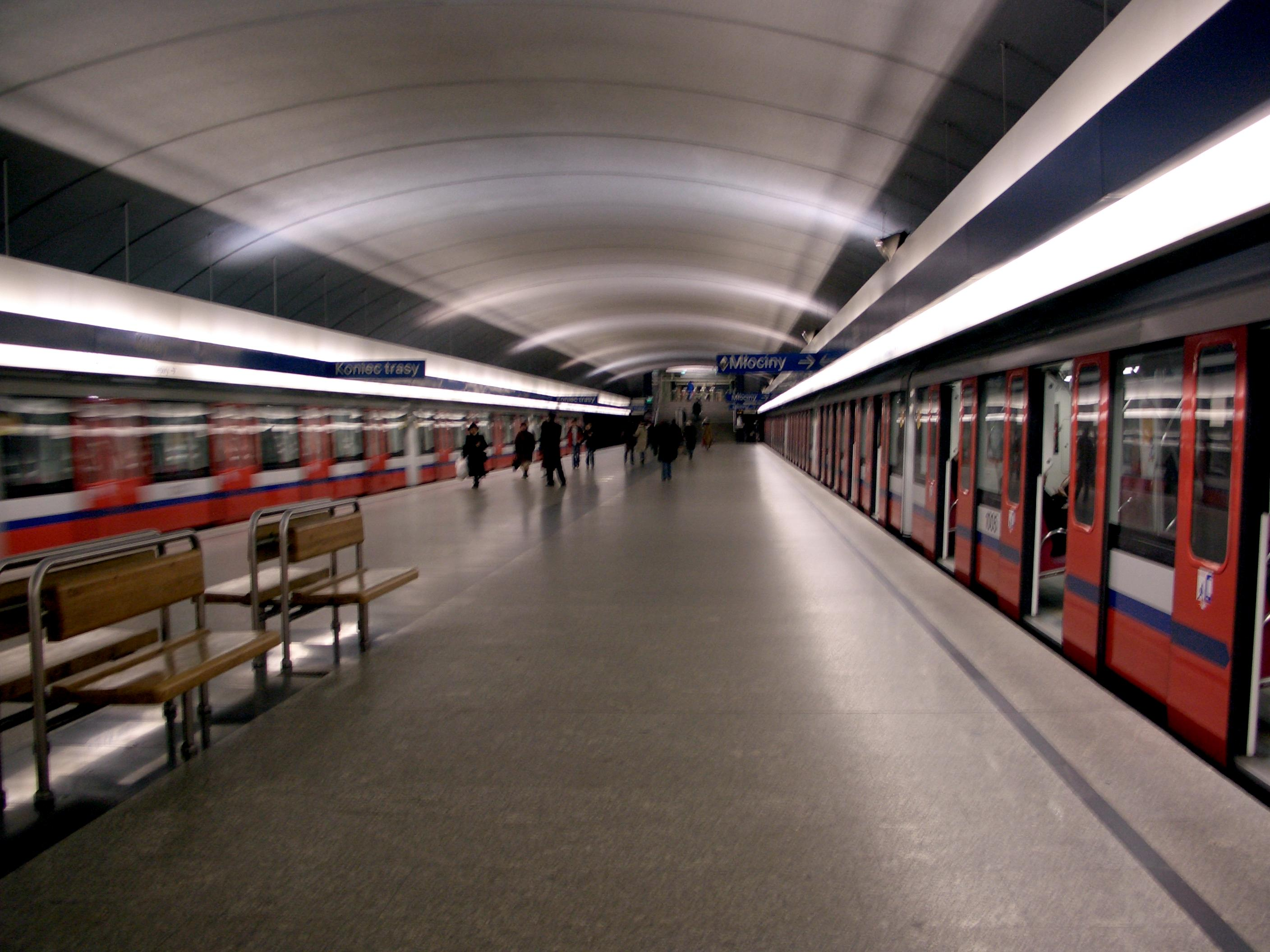
Dwa składy Metropolis na stacji Kabaty

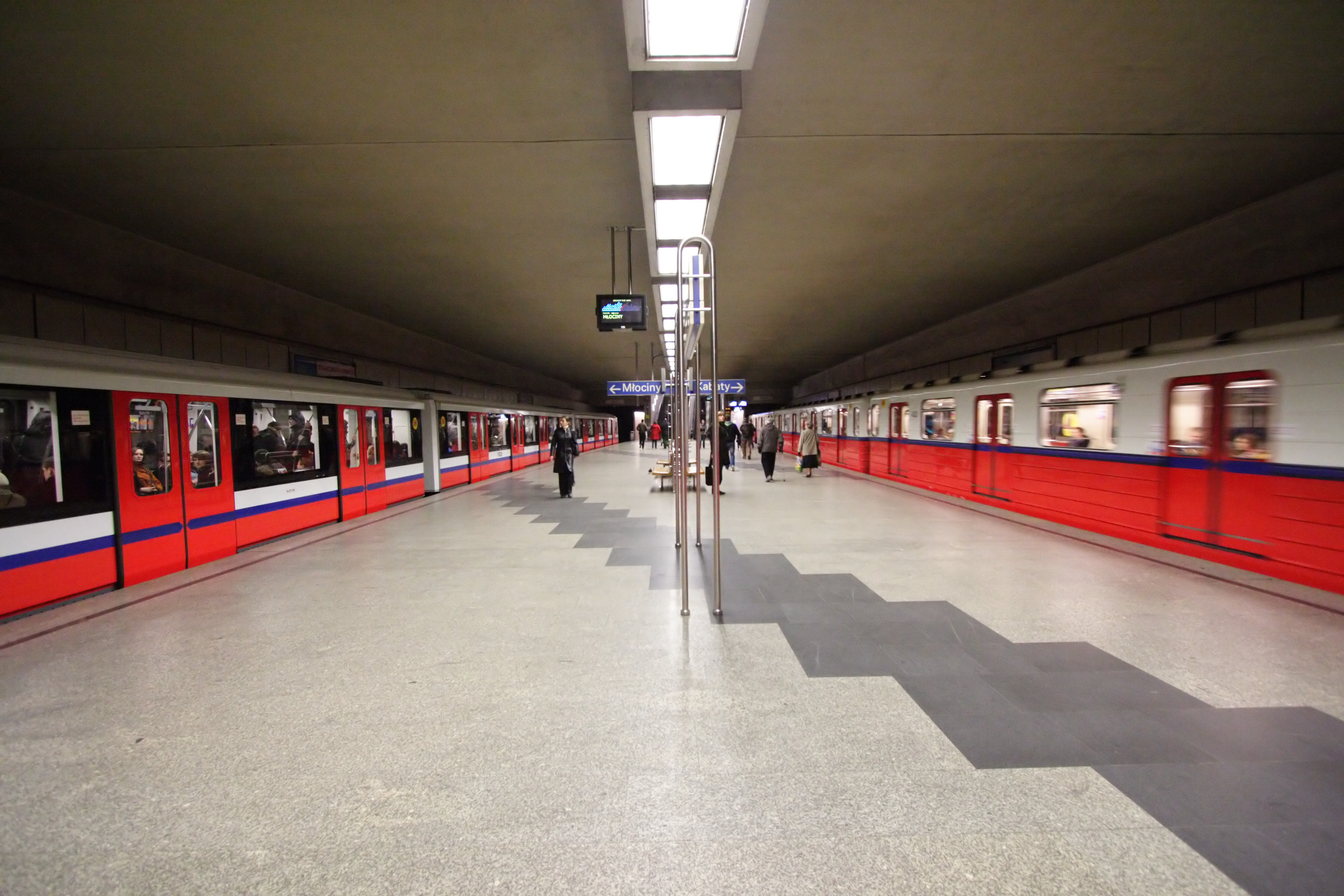
Wagony Metropolis w towarzystwie składu serii 81 na stacji Politechnika

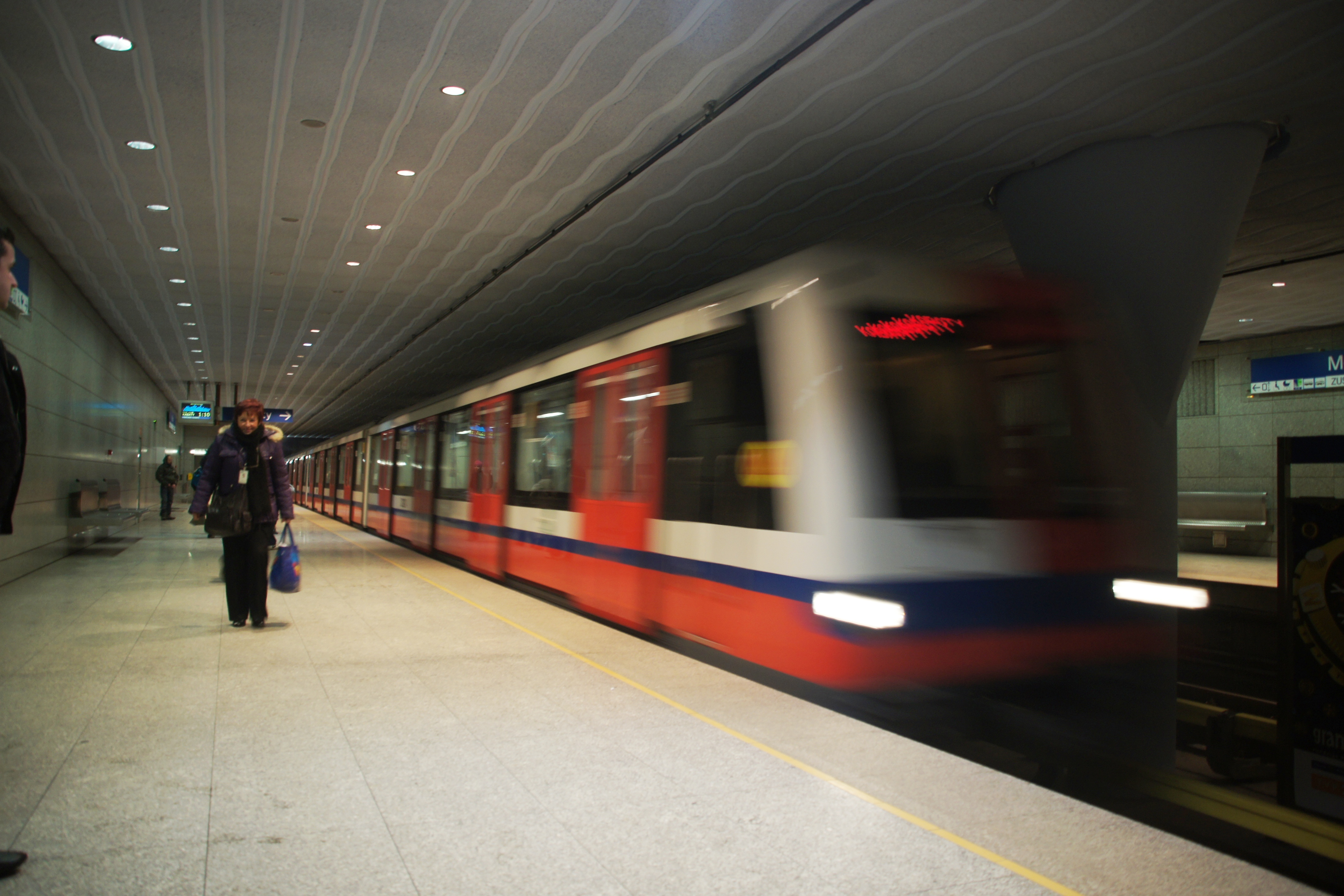
Metropolis wjeżdżający na stację Młociny

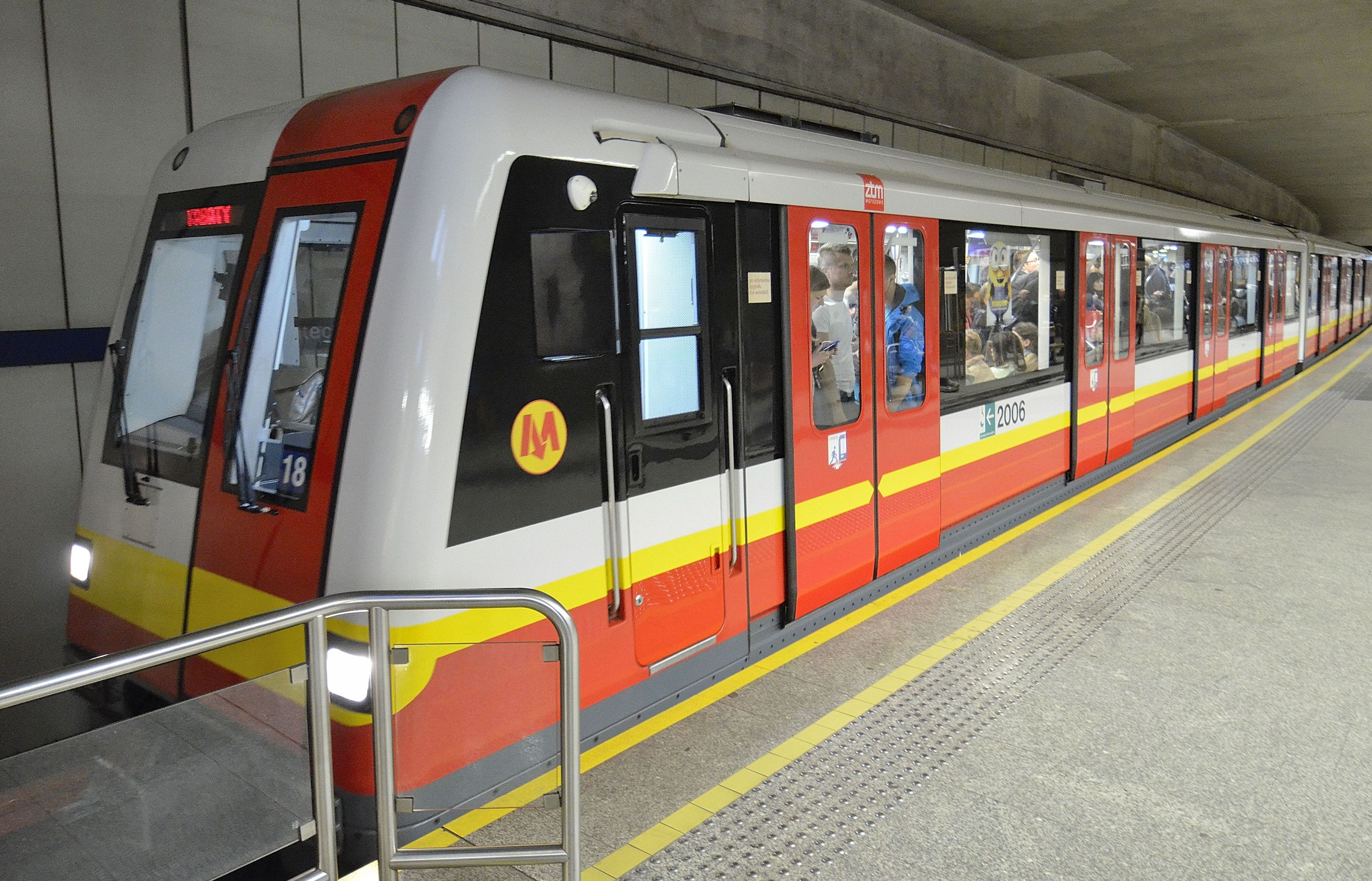
Metropolis w nowych barwach na stacji Politechnika

30 września 2000 zostały włączone do eksploatacji pierwsze cztery składy Metropolis.
11 maja 2001, w dniu uruchomienia stacji Ratusz, Metro Warszawskie dysponowało 15 pociągami 4-wagonowymi serii 81 oraz 4 pociągami 6-wagonowymi serii Metropolis. W godzinach szczytu kursowały one co 4 minuty i pokonywały całą trasę licząca 14 km w 23 minuty.
Czternasty skład Metropolis opatrzony numerem 29 został włączony do eksploatacji 28 października 2004, a pociąg numer 30 rozpoczął jazdy na I linii metra 3 grudnia 2004. Skład numer 31 natomiast został włączony do eksploatacji 30 grudnia 2004.
8 kwietnia 2005, w dniu otwarcia stacji Plac Wilsona, Metro Warszawskie dysponowało 15 pociągami 4-wagonowymi serii 81 oraz 16 pociągami 6-wagonowymi serii Metropolis. W godzinach szczytu kursowały one co 3–4 minuty i pokonywały całą trasę licząca 17,5 km w 28 minut.
6 czerwca 2005 na I linię warszawskiego metra wyjechał ostatni pociąg serii Metropolis oznaczony numerem 33.
Pod koniec lipca 2014 zakończono naprawę główną składu numer 17, który jako pierwszy otrzymał nowe barwy.
Na początku lutego 2015 jeden skład Metropolis był po przeprowadzonej naprawie głównej, a kolejne trzy były w jej trakcie. Przewoźnik ogłosił wówczas również przetarg na przeprowadzenie napraw pozostałych 14 pociągów tej serii, które miały zostać wykonane do 2018. Pod koniec tamtego miesiąca natomiast zaczęto odstawiać pojazdy oczekujące na te naprawy główne oraz dostawę części. W pierwszej kolejności zafoliowano składy o numerach 16, 19 i 20. 30 marca 2015 unieważniono ogłoszony miesiąc wcześniej przetarg. W połowie stycznia 2016 kolejny konkurs ogłoszony pod koniec października 2015 rozstrzygnięto na korzyść ZNTK „Mińsk Mazowiecki”. Wówczas odstawione były 4 składy o numerach 20, 22, 23 i 24. Pierwsze składy trafiły do ZNTK na początku lipca. W grudniu jako pierwszy do Warszawy powrócił skład nr 24, zaś na początku lutego 2017 przechodził on ostatnie testy przed przywróceniem do ruchu.
W połowie lutego 2017 Metro Warszawskie poinformowało, że w latach 2017–2018 planuje doposażyć pociągi Metropolis 98B w klimatyzatory kabin maszynisty.

#### Problem owalizacji kół
Na przełomie 2000 i 2001 mieszkańcy domów położonych w pobliżu tuneli metra zaczęli skarżyć się na silnie odczuwane drżenie budynków związane z przejazdem pociągów. Badania wykazały, że w czasie przejazdu składów Metropolis pojawiają się nadmierne wibracje, czemu winne było zjawisko tzw. owalizacji kół. Ustalanie przyczyny tej usterki zajęło ponad rok. Wykazano, że koła monoblokowe zastosowane przez Alstom zużywają się nierównomiernie na swoim obwodzie i ich nierówny bieg po torowisku powoduje odbierane przez warszawiaków wibracje.
W połowie 2002 problem owalizacji kół był jednym z powodów wstrzymania dostaw kolejnych pociągów.
Na początku 2003 wyłączono z ruchu 8 wadliwych pociągów, a producent przystąpił do ich naprawy, która polegała na ponownym przetoczeniu zestawów kołowych. Usuwanie usterek w jednym składzie trwało 72 godziny, a naprawa wszystkich 8 pociągów zajęła 24 dni i zakończyła się 18 marca 2003.
W 2003 Metro Warszawskie prowadziło negocjacje z koncernem Alstom w sprawie rozwiązania kwestii wad produkcyjnych wagonów tej firmy. Od momentu zdiagnozowania tych wad problem czasowo rozwiązywany był poprzez przetaczanie odkształconych kół wagonów na specjalnej tokarce torowej zamontowanej na terenie STP Kabaty. Producent natomiast zobowiązał się do wymiany wadliwych elementów na nowe o specjalnej konstrukcji. W sierpniu 2004 Alstom przekazał Metru Warszawskiemu pieniężną rekompensatę w wysokości 5 mln zł, co stanowiło jedynie koszt nowych kół. Całkowite koszty wymiany, rewizji i przeglądów zestawów kołowych w 15 pociągach Metropolis miały wynosić bowiem około 10 mln zł.
Problemy z zestawami kołowymi opóźniły również część ostatniej dostawy wagonów planowanej na 2004.
Przygotowania do operacji wymiany kół rozpoczęto na początku 2005, a w połowie 2005 przystąpiono do rozmów z poszczególnymi firmami. Umowy z przedsiębiorstwami zawarto pod koniec 2005 i na początku 2006, natomiast w kwietniu 2006 rozpoczęto operację wymiany kół oraz przeglądów i rewizji zestawów kołowych w wagonach serii Metropolis. W proces ten zaangażowane zostały firmy Bumar-Fablok Chrzanów (demontaż zestawów kołowych, nadzór nad procesem i ponowny montaż), Flender AG (rewizja przekładni głównej zestawu kołowego), SKS Sp. z o.o. (rewizja maźnic zestawu kołowego), Knorr-Bremse (przegląd tarcz hamulcowych) i Bonatrans (huta z Bogumina, producent kół), a także Instytut Pojazdów Szynowych „Tabor” (nadzór nad jakością kół i procesem ich wymiany) i Urząd Transportu Kolejowego (świadectwa dopuszczenia do ruchu).
Do końca 2008 przewidywano wymienić 336 kół w 42 wagonach, natomiast zakończenie operacji wymiany łącznie 720 kół w 90 wagonach planowano w połowie 2008. Do sierpnia 2008 zrealizowano jedynie połowę operacji, w związku z czym do końca 2008 planowano wykonać 80% prac, a pozostałe 20% do połowy 2009.
31 marca 2010 ostatecznie zakończono wymianę wadliwych kół we wszystkich 18 pociągach Alstom Metropolis. Ostatnich 5 składów otrzymało koła ze stali R9.

### Linia M2 metra w Warszawie

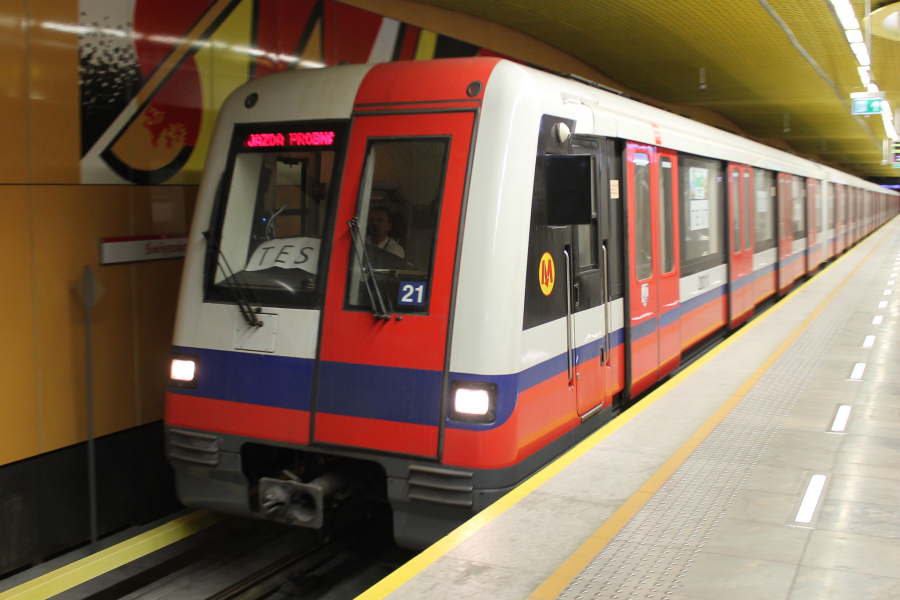
Metropolis nr 21 na stacji Świętokrzyska podczas testów na linii M2

W 2012 Metro Warszawskie zaplanowało przystosowanie pociągów Metropolis do obsługi powstającej II linii. Po wybudowaniu jej centralnego odcinka, ale przed powstaniem stacji techniczno-postojowej, przewoźnik chce mieć możliwość pełnej interoperacyjności. Pociągi przejeżdżające z I na II linię będą poddawane specjalnej procedurze trwającej około 15–20 minut.
10 września 2014 około godziny 19:30 pociąg Metropolis o numerze 32 jako pierwszy odbył jazdę testową na całym odcinku centralnym linii M2 od stacji C9 Rondo Daszyńskiego do stacji C15 Dworzec Wileński.
Od 4 lipca do 15 sierpnia 2015 na centralnym odcinku linii M2 odbywały się jazdy testowe składu o numerze 21. Kursował on bez pasażerów pomiędzy pociągami obsługującymi linię. Testy miały na celu sprawdzenie systemów sterowania i zachowania pociągów Alstomu na tym odcinku, by w przyszłości mogły one być eksploatowane na linii M2.

### Przeglądy i naprawy
| Rok  | Liczba wykonanych przeglądów i napraw | Liczba wykonanych przeglądów i napraw | Liczba wykonanych przeglądów i napraw | Liczba wykonanych przeglądów i napraw | Liczba wykonanych przeglądów i napraw | Liczba wykonanych przeglądów i napraw | Liczba wykonanych przeglądów i napraw | Średni roczny przebieg składu Metropolis | Źródła |
| Rok  | PK (P1)                               | PO (P2)                               | PD (P3)                               | R1 (P4.1)                             | R2 (P4.2)                             | R3 (P4.3)                             | G (P5)                                | Średni roczny przebieg składu Metropolis | Źródła |
| ---- | ------------------------------------- | ------------------------------------- | ------------------------------------- | ------------------------------------- | ------------------------------------- | ------------------------------------- | ------------------------------------- | ---------------------------------------- | ------ |
| 2005 | 279                                   | 52                                    | 14                                    | –                                     | 3                                     | –                                     | –                                     | 100 000 ÷ 120 000 km                     | [ 66 ] |
| 2006 | 307                                   | 61                                    | 6                                     | 12                                    | 5                                     | –                                     | –                                     | ok. 120 500 km                           | [ 61 ] |
| 2007 | 346                                   | 68                                    | 16                                    | 1                                     | –                                     | 1                                     | –                                     | 123 954,8 km                             | [ 67 ] |
| 2008 | b.d.                                  | b.d.                                  | b.d.                                  | 4                                     | 5                                     | 7                                     | b.d.                                  | b.d.                                     | [ 10 ] |
| 2009 | 353                                   | 74                                    | 15                                    | 6                                     | –                                     | 4                                     | –                                     | ok. 129 554,1 km                         | [ 45 ] |
| 2010 | 370                                   | 73                                    | 11                                    | 7                                     | 1                                     | –                                     | –                                     | 128 081 km                               | [ 68 ] |
| 2011 | 366                                   | 69                                    | 5                                     | 5                                     | 6                                     | 5                                     | –                                     | ok. 124 000 km                           | [ 69 ] |
| 2012 | 364                                   | 69                                    | 16                                    | 3                                     | 4                                     | –                                     | –                                     | ok. 130 000 km                           | [ 19 ] |
| 2013 | 376                                   | 65                                    | 10                                    | 10                                    | 2                                     | –                                     | –                                     | ok. 120 000 km                           | [ 70 ] |
| 2014 | 326                                   | 57                                    | 8                                     | 5                                     | 2                                     | –                                     | 1                                     | ok. 96 800 km                            | [ 71 ] |
| 2015 | 269                                   | 45                                    | 9                                     | –                                     | 3                                     | –                                     | 3                                     | 87 400 km                                | [ 72 ] |

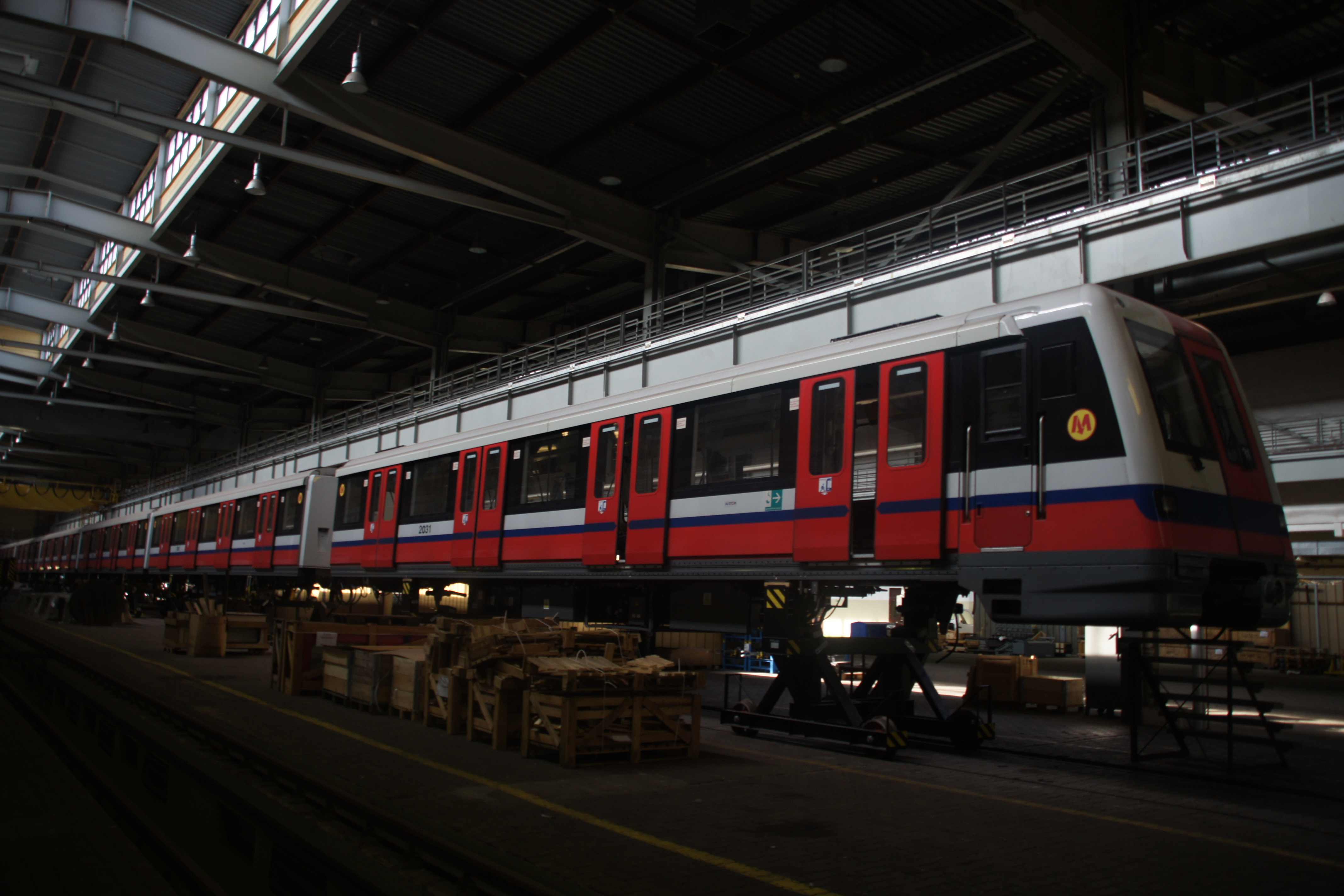
Metropolis podczas przeglądu na terenie STP Kabaty

Przeglądy i remonty taboru Metra Warszawskiego wykonują pracownicy Służby Taboru na terenie STP Kabaty.

### Pozostałe pojazdy Metra Warszawskiego
- seria 81
- Siemens Inspiro
- Škoda Varsovia